# Husaria

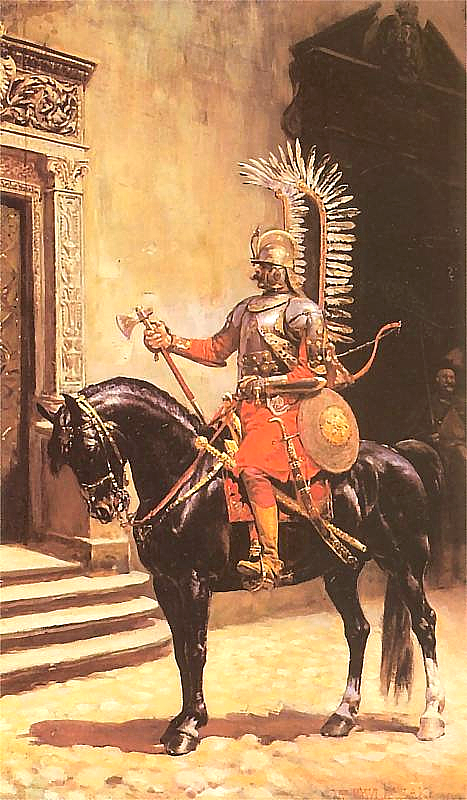
Husarz na obrazie Straż hetmańska Wacława Pawliszaka (data nieznana)

Husaria lub skrzydlata husaria (starop. usaria) – elitarna ciężka jazda Rzeczypospolitej Obojga Narodów, składająca się z najzamożniejszej szlachty, należąca do autoramentu narodowego. Jej cechą charakterystyczną były skrzydła przymocowywane do różnych części zbroi lub siodła. Husaria została sformowana w 1503 roku, a rozwiązana w 1776 roku, następnie przekształcona w kawalerię narodową.
Husaria była jedną z najskuteczniejszych formacji kawaleryjskich w historii wojskowości całego świata. Początków tej jazdy należy szukać najprawdopodobniej w średniowiecznej sztuce wojennej Serbii i Węgier. To jednak w epoce nowożytnej, w Rzeczypospolitej Obojga Narodów, husaria przekształciła się z jazdy lekkiej w ciężkozbrojną konnicę, będącą postrachem wrogów na polach bitewnych. Husaria była unikalnym zjawiskiem – wszelkie próby formowania tego rodzaju jednostek w innych państwach nie przynosiły bowiem spodziewanych rezultatów.
Zadaniem husarii podczas bitwy było wbicie się w ugrupowanie nieprzyjaciela i złamanie jego szyków, co umożliwiało wejście do boju lżejszym formacjom polskiej jazdy. Specyfika uzbrojenia, taktyki i wyszkolenia skrzydlatych jeźdźców, pozwoliła Rzeczypospolitej Obojga Narodów odnieść szereg zwycięstw w bitwach toczonych z wojskami rosyjskimi, szwedzkimi i tureckimi. Należą do nich m.in. bitwa pod Kircholmem (1605), bitwa pod Kłuszynem (1610), bitwa pod Chocimiem (1673) i bitwa pod Wiedniem (1683).

## Etymologia

### Teorie
Termin „husarz” oznaczający lekkozbrojnych konnych zwiadowców pojawia się już na przełomie tysiącleci w starożytnym Bizancjum. Wiemy o tym z zachowanego do dziś, X-wiecznego, rzymskiego podręcznika zasad wojskowych – De re militari. Podręcznik ten jest prezentacją metod i praktyk stosowanych w szczytowym okresie Cesarstwa Rzymskiego, wspomina on o husarzach w następującym, spolszczonym tekście:

Wśród zwiadowców powinni znaleźć się także husarze w wielkiej liczbie, którzy przez ludy wschodu są nazywani trapezitami, (...) wyślij przewodników, zwiadowców i husarzy, aby dokładnie rozpoznali drogi i sprawdzili, czy nie ma na nich nieprzyjaciela. [...] Ci, którzy chcą zdobyć obwarowane miasto szturmem i za sprawą tego rzucić nieprzyjaciół całkowicie na kolana, powinni dokonywać częstych wypadów przeciw ich krajowi, używając jeźdźców i trapezitów, przez ludy zachodu zwanych husarzami.

Jednakże to nie tam należy szukać etymologii polskiej nazwy husaria. Historycy przyjmują, że nazwa przejęta została do języka polskiego bezpośrednio w związku z zaciągiem do wojska koronnego pierwszych husarzy, którzy pierwotnie wywodzili się z terenów Serbii oraz Węgier. Serbowie, w miarę, jak muzułmanie podbijali kolejne państwa, w tym Węgry, wędrowali dalej na północ, szukając możliwości walki z Turkami. Do Polski dotarli pod koniec XV stulecia  .
Powstało kilka teorii dotyczących pochodzenia nazwy husaria, z których jako najbardziej prawdopodobne historycy zazwyczaj przyjmują dwie. Według pierwszej termin husaria pochodzi bezpośrednio z języka serbskiego od słowa „usar” lub „gusar”, oznaczającego konnego wojownika, korsarza lub rozbójnika. Druga teoria z kolei wywodzi etymologię z języka węgierskiego, a konkretniej od słowa „huszar”, powstałego wskutek połączenia dwóch węgierskich wyrazów húsz – dwadzieścia oraz ár – lenno lub dobra ziemskie.

### Wzmianki dawne
Pierwszym znanym dokumentem wymieniającym husarzy jest spisany po łacinie regest skarbowy z 1500 roku Regestrum in quo diversi computi ti rationem..., w którym znaleziono najstarszy zapis o zaciągnięciu husarzy na służbę Jagiellonów. W dokumencie tym kilku husarzy wymienionych jest z imienia i nazwiska:

Hic sunt hussarze: Andrych Hussarz XXXX florenos super servitium (...) Hic sunt hussarze, quibus dedi in Nowa Civitate: Casper Czekiel, Wacław Lubicz cum sociis, Michał husarz cum sociis, Lucas husarz cum sociis.

Polski historyk Konstanty Górski, autor Historyi Jazdy Polskiej (1894), wymienia również inne dokumenty źródłowe, w tym chociażby napisany łaciną rachunek z 1580 roku, w którym pojawia się staropolska nazwa husarzy:

Distributio militibus et stipendiariis in finibus M.D.Lithuaniae existentibus, solutio facta est in Minsko die 18 menis Februarii 1580 et in Łukoml, post lustrum in presentia S.R.M. die 4 Junii an. 1580 factum. Dzierżanowski Eq.94 Usaros 77, Kozakos 17. Magnificus Nicolaus a Sreniawa Castellanus Camenecensis conscripsit comitivam ad Kowel Equos Usaros 146, Kozakos 37. Herbut eq.92 ex quibus Usaros 82 Kozakos 10.

Informację o husarzach pod rokiem 1503 zanotował w swojej kronice wydanej w roku 1582 polski kronikarz Maciej Stryjkowski:

tejże jesieni (1503) doszła nowina króla Aleksandra (Jagiellończyka), iż Tatarowie przeszedłszy rzekę Prypeć pustoszą włości litewskie, a król przeciwko nich posłał książę Michajłowicza Olelkowicza-Słuckiego, a wojewodzica podolskiego Jana Buczackiego i przy nich dworzan litewskich i Raców niemało, którzy za litewskie pieniądze żołniersko po usarsku natenczas służyli.

W czasach Rzeczypospolitej Obojga Narodów stosowano staropolską skróconą nazwę usarz oraz usaria. Częstym błędem jeśli chodzi o nazewnictwo jest mylenie dwóch różnych formacji wojskowych – wcześniejszej husarii oraz późniejszych huzarów oraz wymienne stosowanie wobec siebie tych dwóch nazw.

## Historia

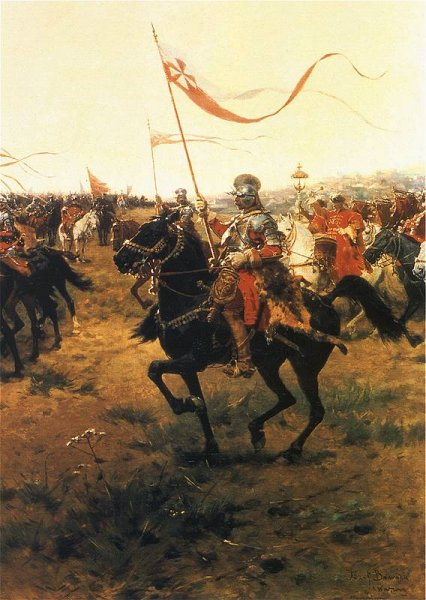
Husarz, obraz Józefa Brandta (1890)

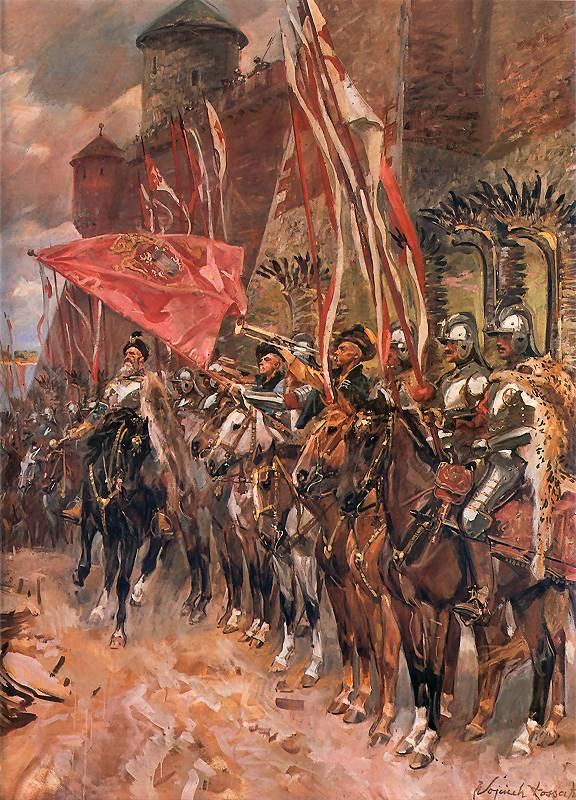
Żółkiewski z husarią, obraz Wojciecha Kossaka (1936)

„Husarz kopije jeno co swe złoży
Niejeden na szpil zostaje wetchniony,
Co ich nie tylko zamiesza, lecz strwoży,
Sztych nieuchronny i nie odłożony,
Bo kogo trafi, tyrańsko się sroży
Biorący czasem i po dwie persony,
A drudzy pierzchną tak skwapliwym tropem,
Jak muchy przykrym sobie przed ukropem”.
Wespazjan Kochowski (1633-1700)

### Początki
Swe powstanie husaria zawdzięcza Serbom, którzy po klęsce na Kosowym Polu w 1389 roku szukali okazji do pomsty na Turkach w przeróżnych bitwach . Jan Długosz opisał ich udział w bitwie nad Sawą w 1463 roku. Po śmierci króla węgierskiego, Macieja Korwina, racowie mieli przybyć z Węgier do Polski by kontynuować walkę z Turkami. W tamtych czasach (początek XVI wieku) Serbowie i Węgrzy służący „po usarsku” albo nie używali żadnego uzbrojenia ochronnego, albo używali jedynie drewniane tarcze „tureckie” o kształcie ptasiego skrzydła. Ich podstawową bronią było „drzewo”, czyli kopia, dużo lżejsza (dzięki odmiennemu procesowi produkcji) od swego rycerskiego pierwowzoru doby średniowiecza. Pierwotna husaria była więc z założenia jazdą lekką. 

Za czas narodzin polskiej husarii uważa się sam początek XVI wieku, gdyż pierwsza znana wzmianka o czterech husarzach na polskim utrzymaniu (żołdzie) pochodzi z 1500 roku. Pierwsze poczty rackie do królewskiej chorągwi nadwornej zwerbował wówczas podskarbi wielki koronny, Andrzej Kościelecki. W 1503 Sejm powołał do życia pierwsze chorągwie autoramentu narodowego, w tym min. husarskie. Chorągwie husarskie nazywano początkowo chorągwiami rackimi, które od powszechnych wówczas chorągwi kopijniczych różniły się brakiem uzbrojenia ochronnego jeźdźców i koni. Tak rozpoczęła się ponad dwustuletnia historia tej formacji, znaczona licznymi zwycięstwami.

### Bitwy

#### 8 września 1514

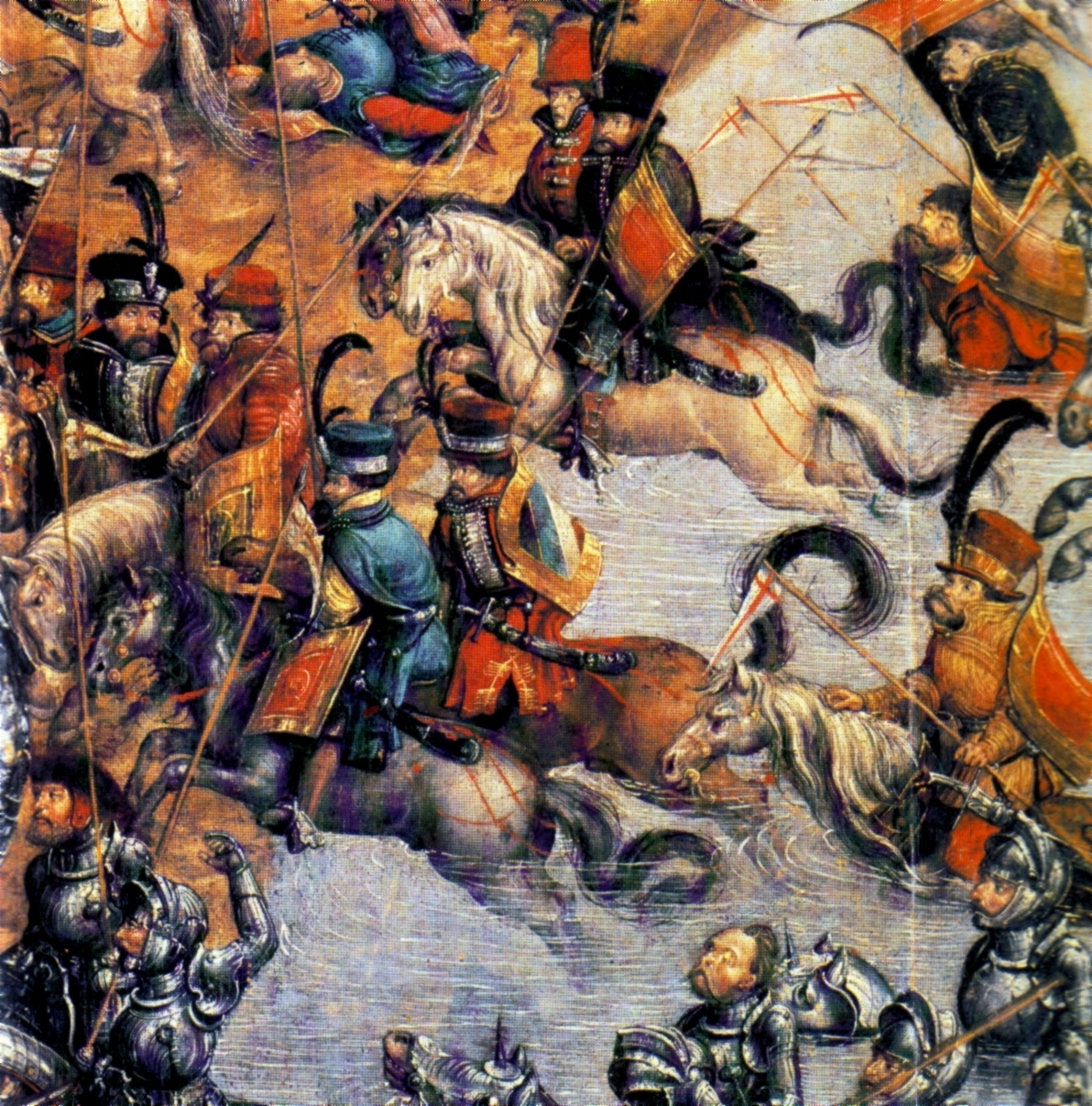
Bitwa pod Orszą, obraz nieznanego autorstwa (XVI w.)

Pierwsza znana bitwa z wykorzystaniem husarii pochodzi z 1514 roku, kiedy to doszło do bitwy pod Orszą. Choć formalnie Zygmunt I Stary był naczelnym wodzem, powierzył dowództwo hetmanowi Konstantemu Ostrogskiemu. Konstanty podzielił armię na trzy szeregi: pierwszy zajęła artyleria, piechota i jazda uzbrojona w kopie, w drugim stanęła lekka jazda litewska, a w trzecim król z doborowymi chorągwiami nadwornymi, wspartymi na skrzydłach przez 500 husarzy . Na obrazie przedstawiającym bitwę pod Orszą (1520–1534) autorstwa nieznanego malarza, widać wyraźnie liczne zastępy husarzy, czyli lekkiej jazdy rackiej, choć trzon armii – jazdę ciężką – stanowili jeszcze kopijnicy. 

#### 22 sierpnia 1531
17 lat później, w 1531 roku, doszło do bitwy pod Obertynem, w której swój udział również miała husaria. Wojska polskie pod dowództwem hetmana wielkiego koronnego Jana Amora Tarnowskiego, stały przeciw armii mołdawskiej, na której czele stał władca Mołdawii Piotr Raresz. Po stronie polskiej stało 1167 piechoty, 4452 jazdy (w sumie 5619 żołnierzy) i 12 dział. Strona mołdawska posiadała ok. 17 000 lekkiej jazdy i 50 dział. Bitwa zakończyła się całkowitym zwycięstwem Polaków nad wojskami hospodara i zdecydowała o zakończeniu konfliktu o Pokucie.

#### 17 kwietnia 1577
W 1577 rozpoczęła się Bitwa pod Lubiszewem. Bitwa była skutkiem 2-letniej wojny Rzeczypospolitej ze zbuntowanym Gdańskiem, który nie uznał wyboru Stefana Batorego na króla Polski ze względu na niekorzystne dla Gdańska, a popierane przez władcę statuty Karnkowskiego. Wojska polskie liczyły wówczas 1000 piechoty i 1300 jazdy, pod dowództwem hetmana nadwornego Jana Zborowskiego (w sumie 2300 żołnierzy). Wojska gdańskie natomiast – 3100 landsknechtów, 400 najemnych rajtarów, 400 jazdy miejskiej, 6–8 tys. milicji gdańskiej (w sumie 10–12 tys. żołnierzy) pod dowództwem Jana Winkelbrucha. Po drugiej szarży husarii, gdańszczanie rzucili się do ucieczki, w pogoni za nimi, jazda polska dotarła aż pod sam Gdańsk.

#### 27 czerwca 1581
Bitwa pod Mohylewem w 1581 roku wykazała wartość polskich chorągwi husarskich, które broniły się przed wielokrotnie liczniejszymi wojskami rosyjskimi. 27 czerwca armia rosyjska uderzyła na przedmieścia Mohylewa. Na odsiecz przyszła im chorągiew husarska Kazanowskiego. Służący w niej porucznik Markowski wydał rozkaz, aby „Moskali ciąć i do miasta nie dopuszczać”. Siły polskie liczyły sobie około 200 husarzy i około 314 lekkiej jazdy (w sumie 514 żołnierzy) oraz załogę miasta Mohylew. Strona rosyjska posiadała 30–40 tysięcy żołnierzy moskiewskich, kozackich i Tatarów. Przez siedem godzin broniono miasta, aż przyszła odsiecz w postaci roty petyhorskiej Temruka Szymkowicza i roty kozackiej Krzysztofa Radziwiłła dowodzonej przez porucznika Halibeka. W szeregach rosyjskich pojawiła się pogłoska, że jest to cała armia królewska, i wybuchła panika. Siły moskiewskie wycofały się na drugi brzeg Dniepru. Po stronie polskiej byli ranni i duże straty w koniach, jednak żaden żołnierz nie poległ. 

#### 24 stycznia 1588

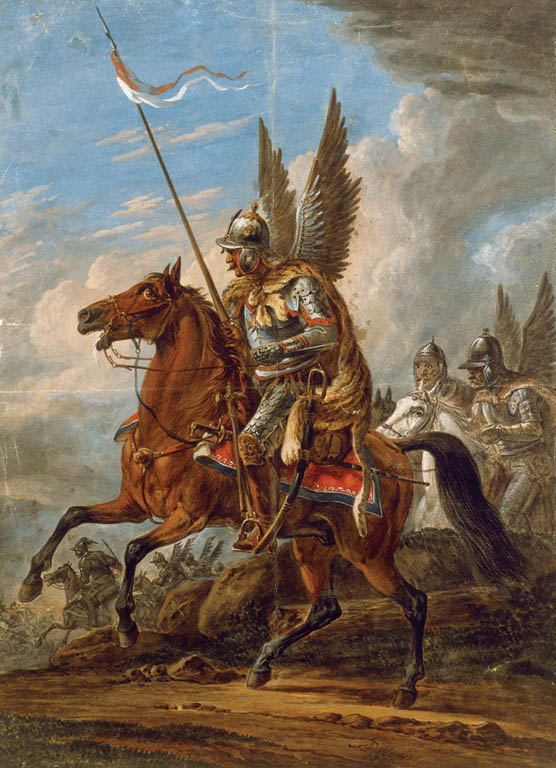
Atak husarii, obraz Aleksandra Orłowskiego (XIX w.)

W 1588 roku doszło do bitwy pod Byczyną, stoczoną pomiędzy wojskami pretendenta do tronu polskiego (po śmierci Stefana Batorego), arcyksięcia austriackiego Maksymiliana III Habsburga, a armią Rzeczypospolitej dowodzoną przez hetmana wielkiego koronnego Jana Zamoyskiego, stronnika Zygmunta III Wazy podczas elekcji w 1587 roku. Wojsko polskie dysponowało 3700 jazdy i 2300 piechoty (łącznie 6000 żołnierzy), armia składająca się z Austriaków i stronników polskich liczyła sobie 6500 żołnierzy. Bitwa trwała krótko, jednakże stała się bardzo krwawa, szybko zamieniła się w rzeź uciekających żołnierzy austriackich. 

#### 25 listopada 1600
Bitwa pod Cutrea de Argesz odbyła się w 1600 roku. Armia polska pod dowództwem Jana Potockiego, licząca 1450 żołnierzy (w tym 950 husarzy), pobiła wówczas armię wołoską (7000 żołnierzy), dowodzoną przez Udreę.

#### 23 czerwca 1601
W czasie wojny polsko-szwedzkiej o Inflanty w 1601 roku doszło do bitwy pod Kokenhausen. Do walnej bitwy doszło pod murami twierdzy, w otwartym polu. Hetman wielki litewski Krzysztof „Piorun” Radziwiłł dysponując 2900 jazdy, 300 piechurów oraz 17 dział (w bitwie użyto 9 dział, resztę ulokowano pod murami miasta) pokonał dowodzoną przez Carla Carlssona Gyllenhielma armię szwedzką liczącą ok. 5000 żołnierzy (4000 jazdy i 900 piechurów oraz 17 dział), która przybyła na pomoc obleganym Szwedom. Co do liczebności obu wojsk źródła podają różne sumy żołnierzy, ale w przypadku Rzeczypospolitej liczba ta oscyluje pomiędzy 3000, a nawet 4000, w przypadku Szwedów w okolicach 5000.

#### 27 września 1605

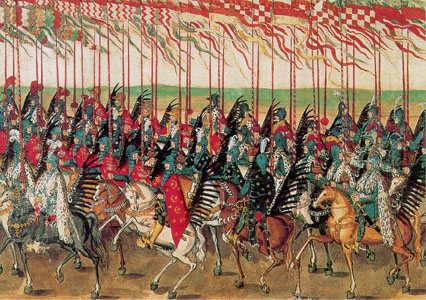
Husaria podczas parady w 1605 roku w Krakowie przedstawiona na Rulonie polskim, autorstwa Balthasara Gebhardta (ok. 1605)

Bitwa pod Kircholmem rozpoczęła się w 1605 roku, jej przyczyną był spór o Inflanty oraz zmagania o dominium Maris Baltici. Dodatkowym czynnikiem była walka o tron szwedzki między Karolem Sudermańskim a Zygmuntem III Wazą. Armia Rzeczypospolitej, licząca 3750 żołnierzy (w tym 1750 husarzy) pod dowództwem Jana Karola Chodkiewicza, pobiła trzykrotnie liczniejszą armię szwedzką, liczącą 12 300 żołnierzy, dowodzoną przez króla szwedzkiego Karola IX. Polskie wojska zwyciężyły głównie dzięki użyciu przez Chodkiewicza husarii jako siły przełamującej, oprócz Szwedów po stronie przeciwnej walczyli zaciężni żołnierze holenderscy, szkoccy i niemieccy. 

#### 4 lipca 1610
Bitwa pod Kłuszynem, gdzie dysproporcja sił była jeszcze większa, bo 5:1 (35 000 Rosjan i zaciężnych cudzoziemców przeciwko ok. 6800 wojsk polskich, dowodzonych przez Stanisława Żółkiewskiego). Właśnie w tej bitwie najbardziej uwidoczniła się wartość bojowa husarii. Husarzy pod Kłuszynem było 5556. Niektóre roty musiały szarżować po 8-10 razy, by pobić pięciokrotnie liczniejszego wroga. Bitwa zakończyła się zwycięstwem wojsk polskich, bilans strat po stronie polskiej wyniósł 300 jednostek, po stronie przeciwnej było to ponad 8000. Polacy pokazali swoją uniwersalność, doskonale radzili sobie z lekką jazdą typu wschodniego, jak i ciężką zachodnioeuropejską rajtarią; bez większych problemów poradzili też sobie z piechotą zachodniego typu. 

#### 20 czerwca 1624

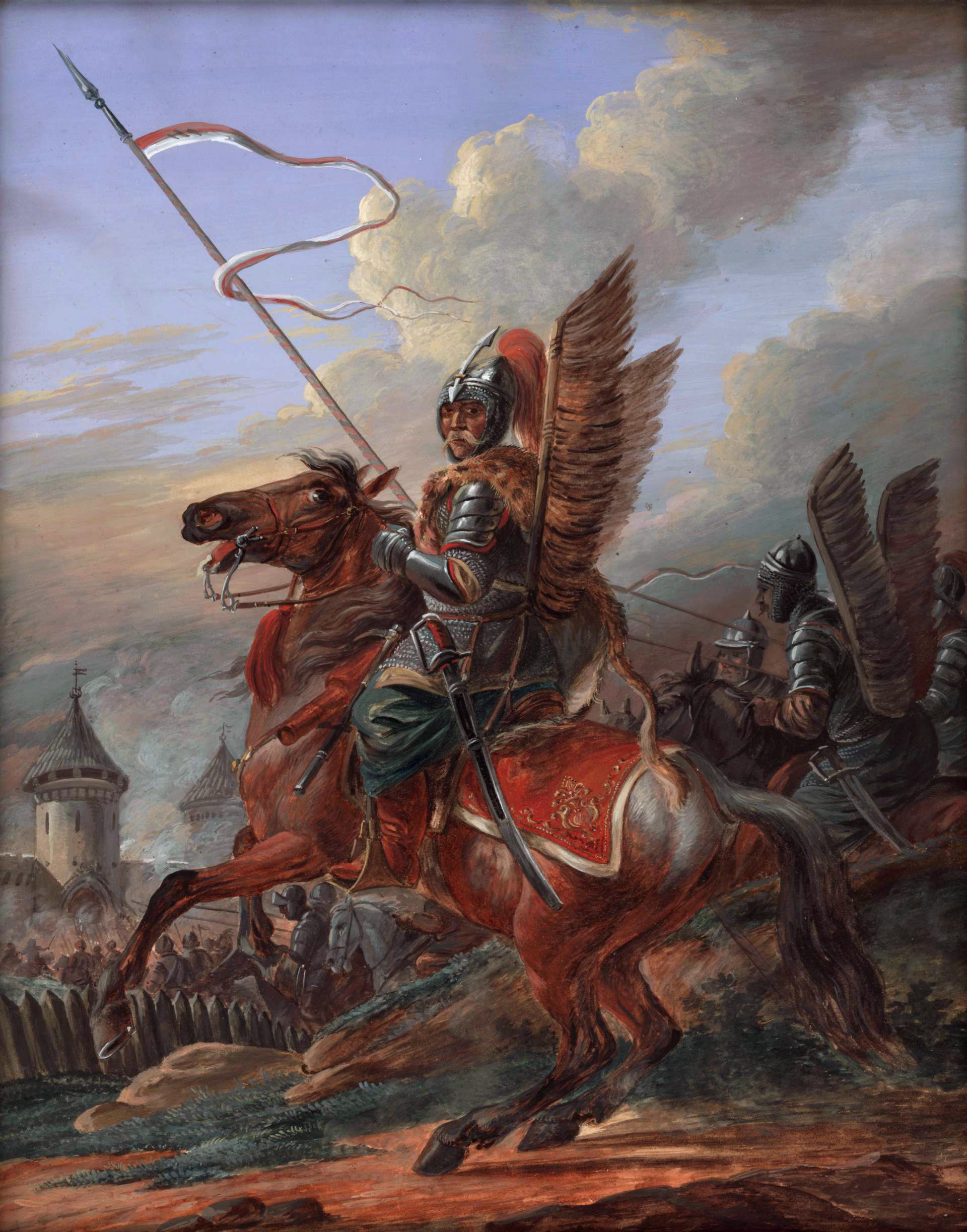
Husarze, obraz Michała Kuleszy (XIX w.)

#### 7 września 1621

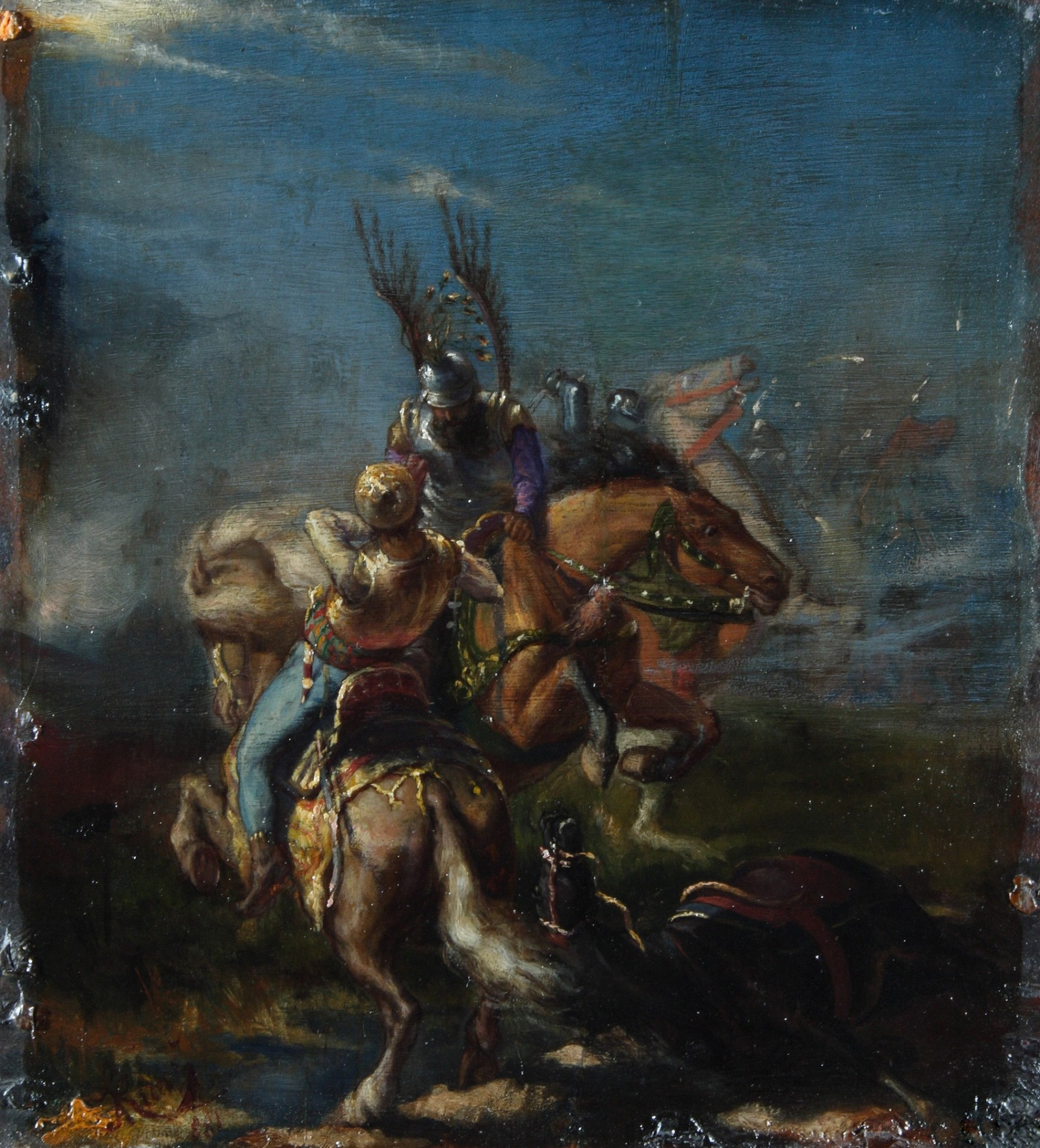
Potyczka, obraz Józefa Męcina-Krzesza (1881)

Bitwa pod Chocimiem toczyła się w dniach 2 września – 9 października 1621 roku pomiędzy armią Rzeczypospolitej, a armią turecką pod dowództwem sułtana Osmana II. 7 września doszło do jednej z potyczek, w której hetman Jan Karol Chodkiewicz ruszył do ataku husarię, którą w dodatku poprowadził osobiście. Wtedy właśnie 600–640 jazdy polsko-litewskiej (w tym 520–560 husarzy), rozbiło ok. 10 000 jazdy i piechoty tureckiej. Spahisi nie wytrzymali uderzenia. Rzucili się do bezładnej ucieczki, a skrzydlaci jeźdźcy gonili ich aż do samego obozu. Cała bitwa zakończyła się zwycięstwem Rzeczypospolitej.

#### 12 września 1683

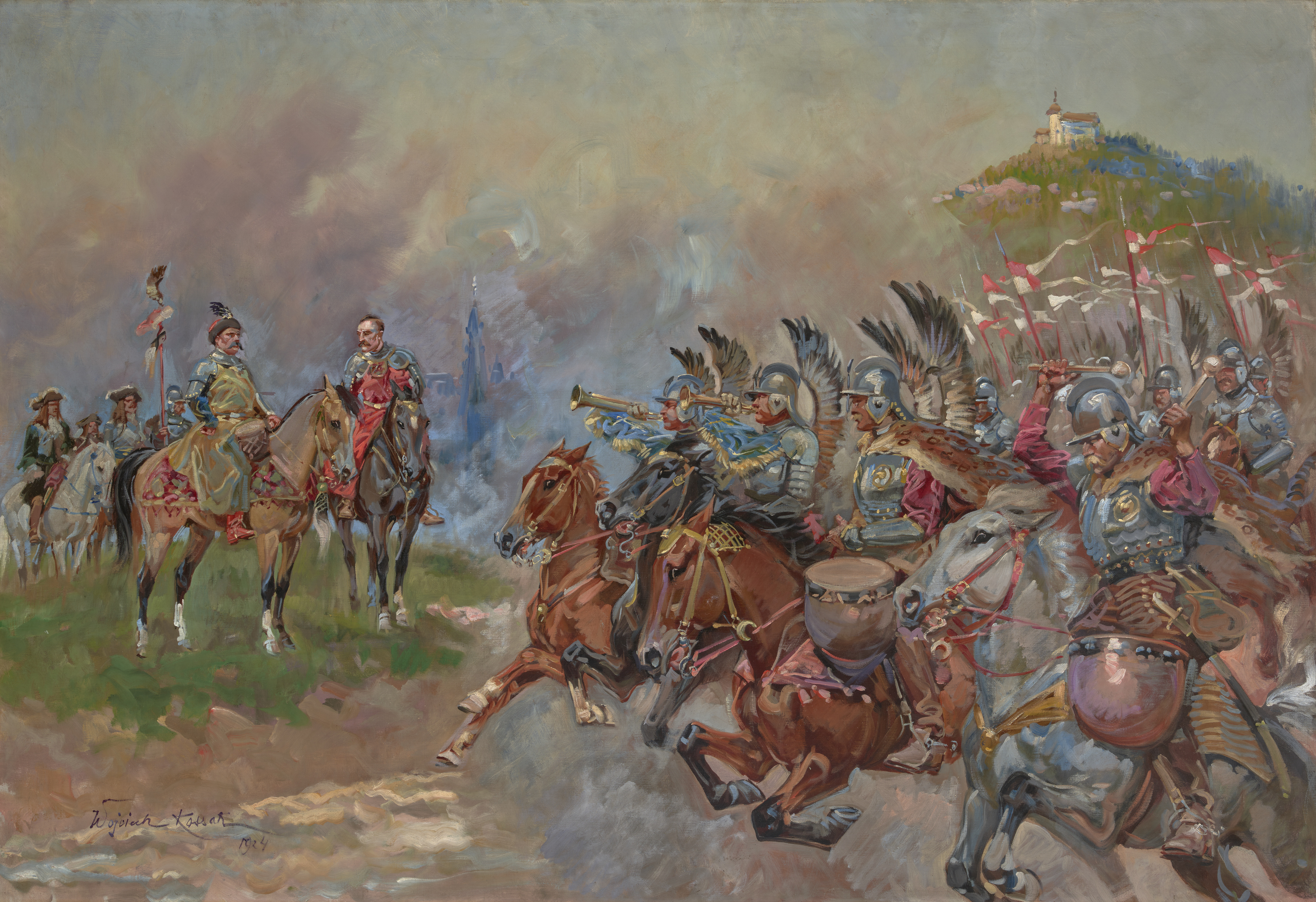
Husaria polska w przejeździe przed Janem III Sobieskim, obraz Wojciecha Kossaka (1924)

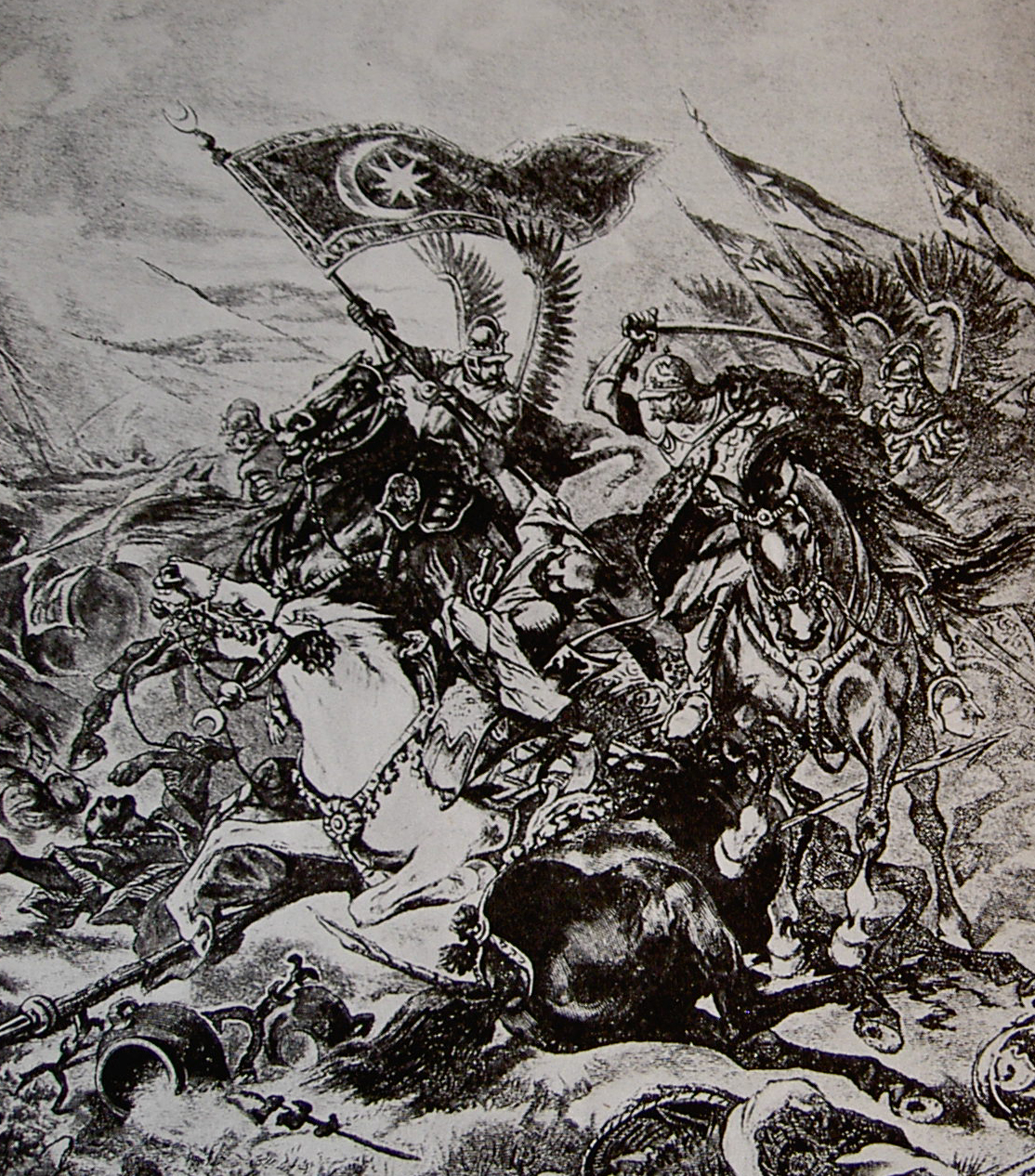
Bitwa pod Kahlenbergiem 1683, rycina Juliusza Kossaka (XIX w.)

Do najbardziej rozsławionego zwycięstwa doszło w 1683 r., podczas bitwy pod Wiedniem, kiedy to król Jan III Sobieski wyruszył na odsiecz obleganej przez Turków stolicy Austrii. Polskie wojska liczyły 27 tys., w tym ok. 3600 husarzy. Natomiast wg różnych źródeł armia Wielkiego Wezyra Mustafy mogła składać się nawet z 300 tys. żołnierzy. Przed bitwą pod dowództwo polskiego króla oddało się ok. 33 tys. sprzymierzonych wojsk austriackich i niemieckich. Ich zadaniem było m.in. skupienie na sobie uwagi i angażowanie do walki przeciwnika, w czasie gdy polskie wojska szukały stosownego miejsca do przeprowadzenia szarży. Po wybraniu odpowiedniego terenu Sobieski rozkazał polskiej piechocie i artylerii oczyścić przedpole z porastających je winnic i stacjonujących tam oddziałów janczarskich. Po ponad 11 godzinach przygotowań i walk podjazdowych równina była gotowa do ataku husarii. Szarża polskiej kawalerii, wspieranej przez jazdę austriacką i niemiecką, zakończyła bitwę w pół godziny. Wojska tureckie w rozsypce rzuciły się do ucieczki, co wówczas ostatecznie położyło kres muzułmańskiej inwazji na Europę. 

#### 11 czerwca 1694
W 1694 roku doszło do bitwy pomiędzy wojskami polskimi a tatarskimi pod Hodowem w trakcie wojny polsko-tureckiej (1683–1699), rozpoczętej wspomnianą wcześniej odsieczą wiedeńską króla Jana III Sobieskiego. Z powodu olbrzymiej dysproporcji sił bitwa ta bywa nazywana polskimi Termopilami. Zgrupowanie zaledwie 100 husarzy i 300 pancernych doprowadziło do rozgromienia liczącej około 40 tysięcy (25–70 tys. według różnych szacunków). Przy stratach około 100 polskich jednostek i około 300 rannych, Tatarzy stracili od 1000 do 1200 jednostek. Bitwa zakończyła się wygraną sił polskich.
Husaria w czasach Stefana Batorego (1576–1586) stanowiła do 90% jazdy narodowej, w latach 1600–1605 było to 60–70%, w latach 1627–1633 zaniknęła do 40–50%. Dopiero po roku 1598 husaria stała się ową „niezwyciężoną siłą” polskich i litewskich sił zbrojnych.
Początek XVII wieku to czas największych zwycięstw husarii. Wtedy właśnie zdobyła przydomek najgroźniejszej jazdy świata. Dzięki wybitnym wodzom i stosowanej przez nich taktyce możliwe były miażdżące zwycięstwa nad przeważającymi siłami wrogów.
Dopiero początek XVIII wieku przyniósł stopniowy zanik siły bojowej tej formacji, który związany był z ogólnym kryzysem państwa, jak i stopniowym ubożeniem szlachty. Przyjmuje się, że ostatnie wykorzystanie tej formacji w konflikcie zbrojnym miało miejsce 19 lipca 1702 w bitwie pod Kliszowem.
W 1776 roku z chorągwi husarskich i pancernych utworzono brygady kawalerii narodowej. Husaria w Polsce przestała istnieć.

### Upadek
„Oto mi rycerz! Kopia u toku,
Z ramion mu skrzydła płyną sokole!
Odwaga w piersiach, męstwo gra w oku,
Szyszak jak gwiazda błyszczy na czole!
Zawsze zwycięski zastęp tych wojów,
Do dawnych synów podobny Sparty,
Wśród tylu bitew i krwawych znojów,
Jak mur z żelaza stał nieprzeparty!
A kiedy gnuśność nami owładła,
To i Husarya wtedy upadła!”
Władysław Bełza wiersz „Husarz”

Pierwsze symptomy upadku husarzy można dostrzec w drugiej połowie XVII w., kiedy to ich liczba gwałtownie spadła. Wysokie koszty, związane z wystawieniem pocztu husarskiego, zawsze ograniczały bazę mobilizacyjną husarii jedynie do najbogatszej szlachty, którą było stać na kupno drogich koni i niezbędnego wyposażenia. Dopóki polska szlachta nie miała problemów finansowych, liczba husarzy w wojsku polskim była wysoka. U szczytu ekonomicznej potęgi Rzeczypospolitej, tj. na początku XVII w., cały kraj potrafił zmobilizować nawet 8000 husarii (np. w 1621 r.). Jednak seria niszczycielskich wojen połowy XVII w. (1648-1667) poważnie osłabiła Rzeczpospolitą i zubożyła jej mieszkańców. Upadek ekonomiczny średniej szlachty pociągnął za sobą kryzys husarii. W latach 1652–1660, mimo olbrzymiego wysiłku, aby liczebność wojska polskiego utrzymać na jak najwyższym poziomie, liczba husarii polskiej oscylowała zaledwie wokół 1000 koni (kolejne kilkaset litewskiej).
Dopiero po stopniowym wygaśnięciu najbardziej krwawych wojen, po przeniesieniu działań bojowych z centrum na peryferie Rzeczypospolitej, wraz ze stopniowym ożywieniem gospodarki kraju, szlachta odzyskiwała swą dawną siłę ekonomiczną. Równolegle do tego liczba husarzy w wojsku polskim powoli rosła, osiągając pułap nieznacznie ponad 3000 w latach 80. XVII w. Nie była to już jednak ta husaria, co przed 1648 r. Chęć zwiększenia za wszelką cenę ilości husarii w wojsku polskim powodowała obniżenie jej jakości. Powstała instytucja tzw. towarzyszy sowitych, którzy w wojsku utrzymywali swoje poczty, lecz sami w nim nie służyli. Powodowało to obniżenie dyscypliny i morale pocztowych oraz całej husarii.
Aby podnieść liczbę husarzy, przeformowano także wiele jednostek pancernych w husarskie (było to tzw. pohusarzenie). To z kolei skutkowało obniżeniem jakości koni i ekwipunku używanego przez husarzy.
Z uwagi na ogólne zubożenie społeczeństwa, część żołnierzy zaczęła używać tańszych zbroi rajtarskich w miejsce coraz rzadszych husarskich. Zbroja rajtarska, choć cięższa od husarskiej, stanowiła znacznie słabszą ochronę.
Kolejną okolicznością obniżającą siłę bojową husarii były zmiany obyczajowe, które dotknęły społeczeństwo szlacheckie u progu XVIII w. Zamiast kultywowanego wcześniej etosu rycerskiego, szlachta skoncentrowała swoją aktywność na polityce. Porzucono dawne ćwiczenia wojskowe, co poskutkowało gwałtownym spadkiem poziomu wyszkolenia husarzy.
Husaria stała się w końcu wojskiem paradnym, używanym tylko na popisach wojskowych lub pogrzebach wodzów, królów, senatorów. Był też zwyczaj, że husarz w pełnej zbroi wjeżdżał do kościoła i kruszył kopię o katafalk bezpotomnie zmarłego szlachcica. Z tego powodu husarię w XVIII wieku nazywano „wojskiem pogrzebowym”. W końcu uchwałą Sejmu Rzeczypospolitej z 11 kwietnia 1775 zlikwidowano husarię jako formację bojową, a istniejące chorągwie husarskie i pancerne przekształcono w brygady kawalerii narodowej.

## Wyposażenie

### Uzbrojenie
W rejestrach wojskowych (tzw. rollach) można poznać roty husarskie po powszechnie stosowanym skrócie p.t.d.p., który oznaczał pancerz, tarczę, drzewo i przyłbicę. Szabli husarskiej, jako broni oczywistej w omawianej epoce, nie wymieniano; dochodziły do tego pałasz lub koncerz (niekiedy używano tych dwóch broni) i pistolety, a wcześniej (w XVI wieku) łuk i nadziak; długa broń palna początkowo zalecana, w XVII wieku stała się obowiązkowa dla pocztowych.
Broń ofensywną husarii stanowiła kopia, która w zasadzie przysługiwała towarzyszom stającym do walki w pierwszym szeregu szyku bitewnego. Zapasowe kopie wieziono na wozach, a dostarczenie oddziałowi odpowiedniej ilości zapasowych kopii spoczywało na poruczniku lub rotmistrzu. Długość kopii wynosiła od 4,5 do 6,2 metra. Beauplan podaje, że długość kopii wynosiła 19 stóp, co daje – przyjmując stopę polską (29,8 cm) – 5,66 m. Stanowiła opracowany w Polsce wariant rozwojowy kopii typu węgierskiego. Posiadała niewielki stalowy grot. Była drążona w środku, a przez to lekka. Zdaniem Zdzisława Żygulskiego Nieprawdziwe są poglądy, jakoby kopia była wysmarowana smołą i okręcona rzemieniem. Charakterystycznym jej elementem był długi na 2,5-3 metry proporzec w barwach danej roty. Technologia wytwarzania kopii husarskich polegała na doborze drewna i takim okręcaniu skórą (z użyciem utwardzającego kleju) by uzyskać bardzo lekką, a jednocześnie doskonale sztywną broń o znacznym zasięgu. Kopie te w trakcie szarży nie wyginały się w dół pod własnym ciężarem (jak np. kopie używane przez husarię zorganizowaną na polski wzór przez Rosjan). Środek ciężkości kopii husarskiej był przesunięty do tyłu (stosunkowo ciężka przeciwwaga-kula, służąca także jako osłona dłoni żołnierza), co ułatwiało manewrowanie bronią. Grot kopii przedłużały dwa około półtorałokciowe stalowe „wąsy” (lub „pióra”), wzmacniające drzewce i uniemożliwiające odrąbanie grota. Kopie, jako jedyny rodzaj broni autoramentu narodowego, dostarczane były przez władze wojskowe. Chodziło o to, by broń ta – jednorazowego użytku – była jak najbardziej jednolita.

Po reformach Stefana Batorego husaria zaczęła się przekształcać w jazdę nieco cięższą. Zaczęto używać półpancerzy o wzmocnionej do 8 mm w środku napierśnika „ości” i masywniejszych szyszaków, w tym także typu kapalinowego. Uzupełnienie napierśnika i naplecznika (w okresie późnym odrzuconego i zastąpionego krzyżującymi się pasami ze skóry) były karwasze i – tylko przez krótki okres – nabiodrki. Tarczę podłużną zastąpił okrągły turecki kałkan, który w XVII wieku wyszedł z użytku. W połowie XVI wieku dodano husarzowi koncerz (o długości do 160 cm), służący do kłucia, ewentualnie rozdzierania kolczug, a używany w boju po skruszeniu kopii. Pod koniec XVII wieku w formacjach husarskich i pancernych pojawiła się zbroja karacenowa. Była ona cięższa i droższa od zbroi płytowej, a przy tym stanowiła słabszą od niej ochronę, toteż była używana głównie przez dowódców i to jako zbroja paradna.

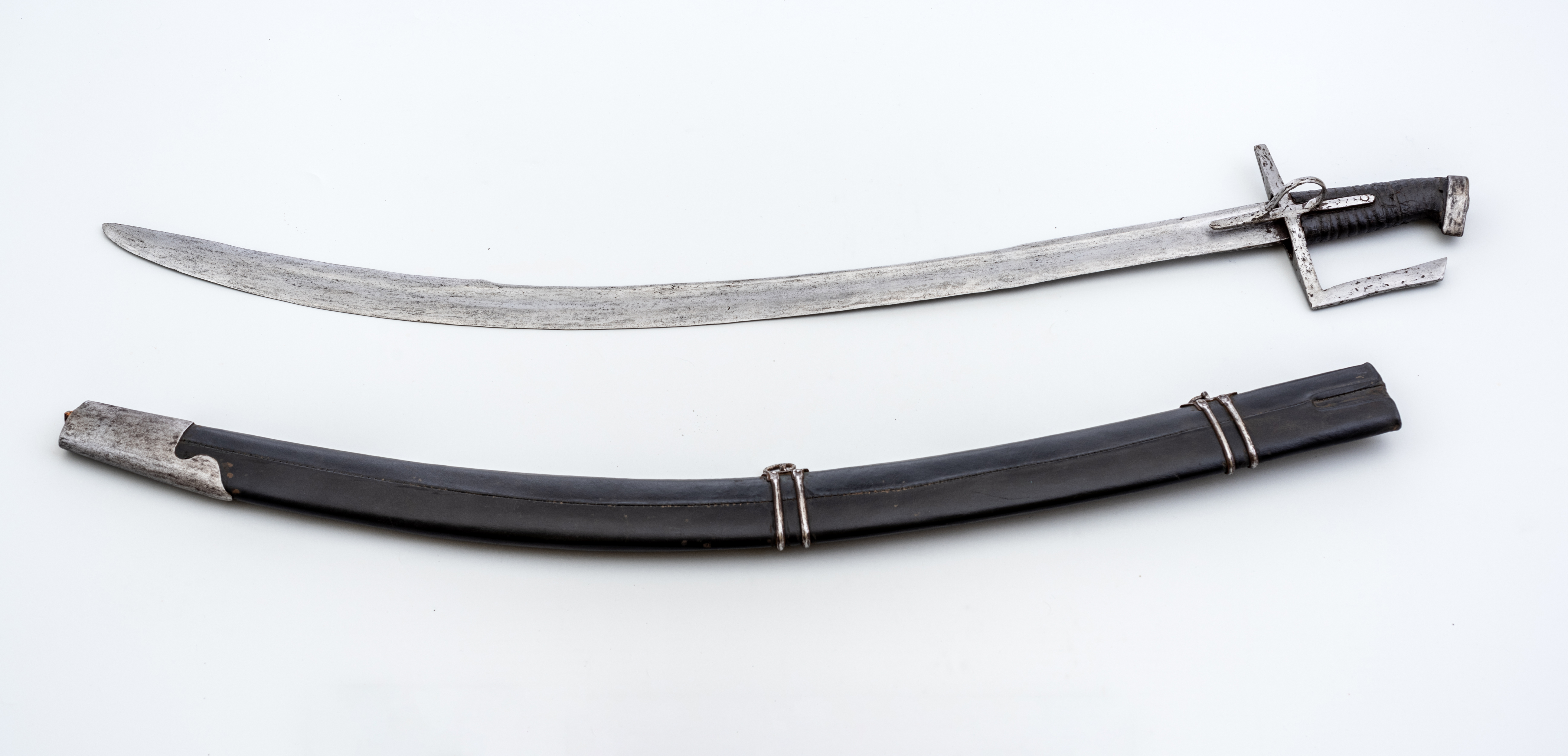
Szabla husarska (XVII w.)
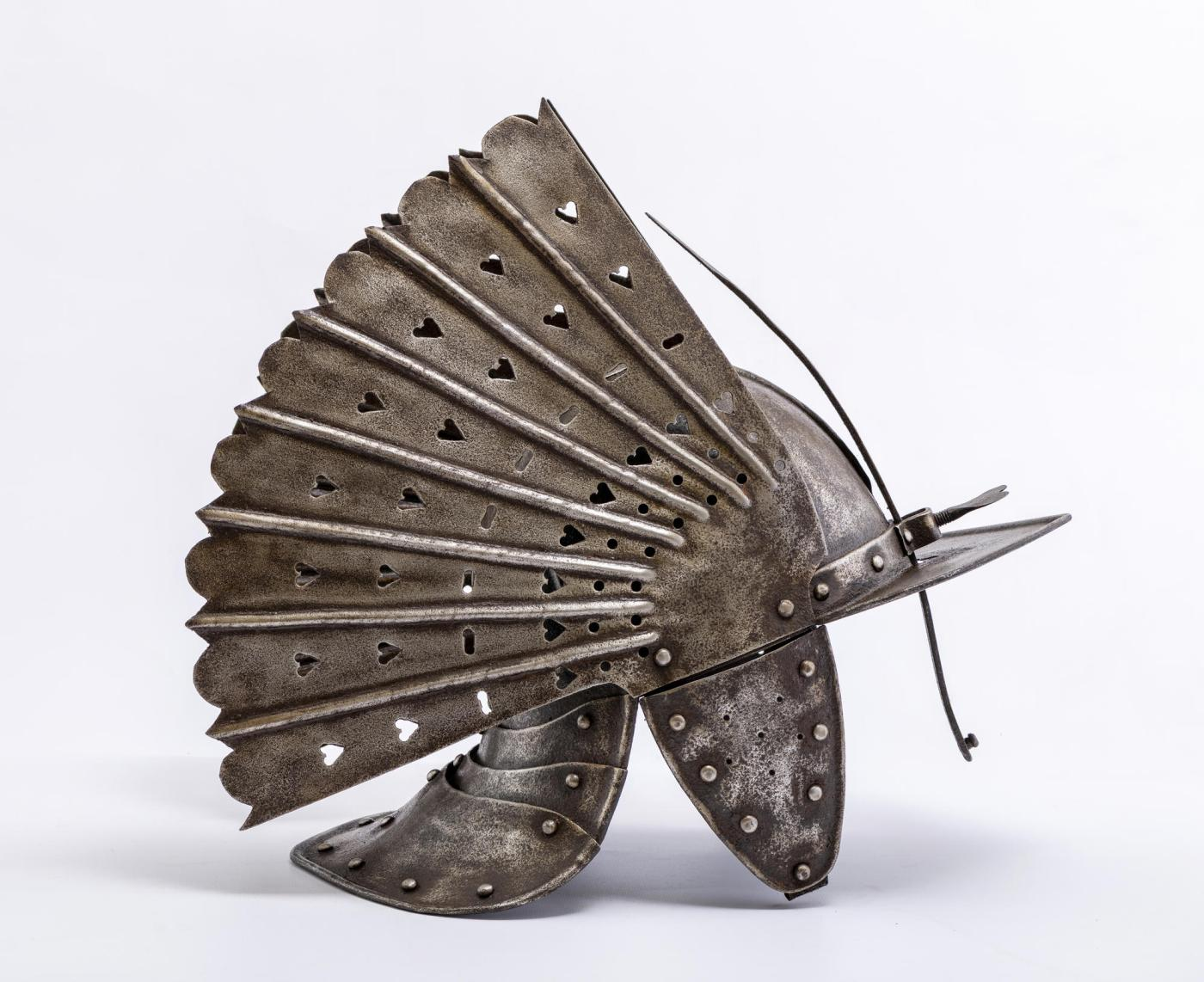
Szyszak husarski z Muzeum Ziem Wschodnich Dawnej Rzeczypospolitej (XVIII w.)
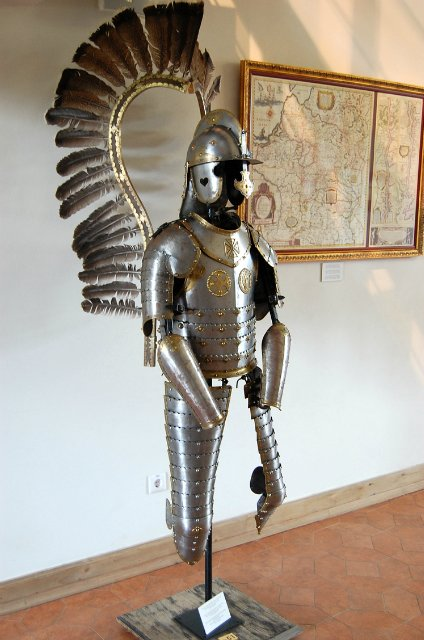
Zbroja husarza z Zamku w Mirze.
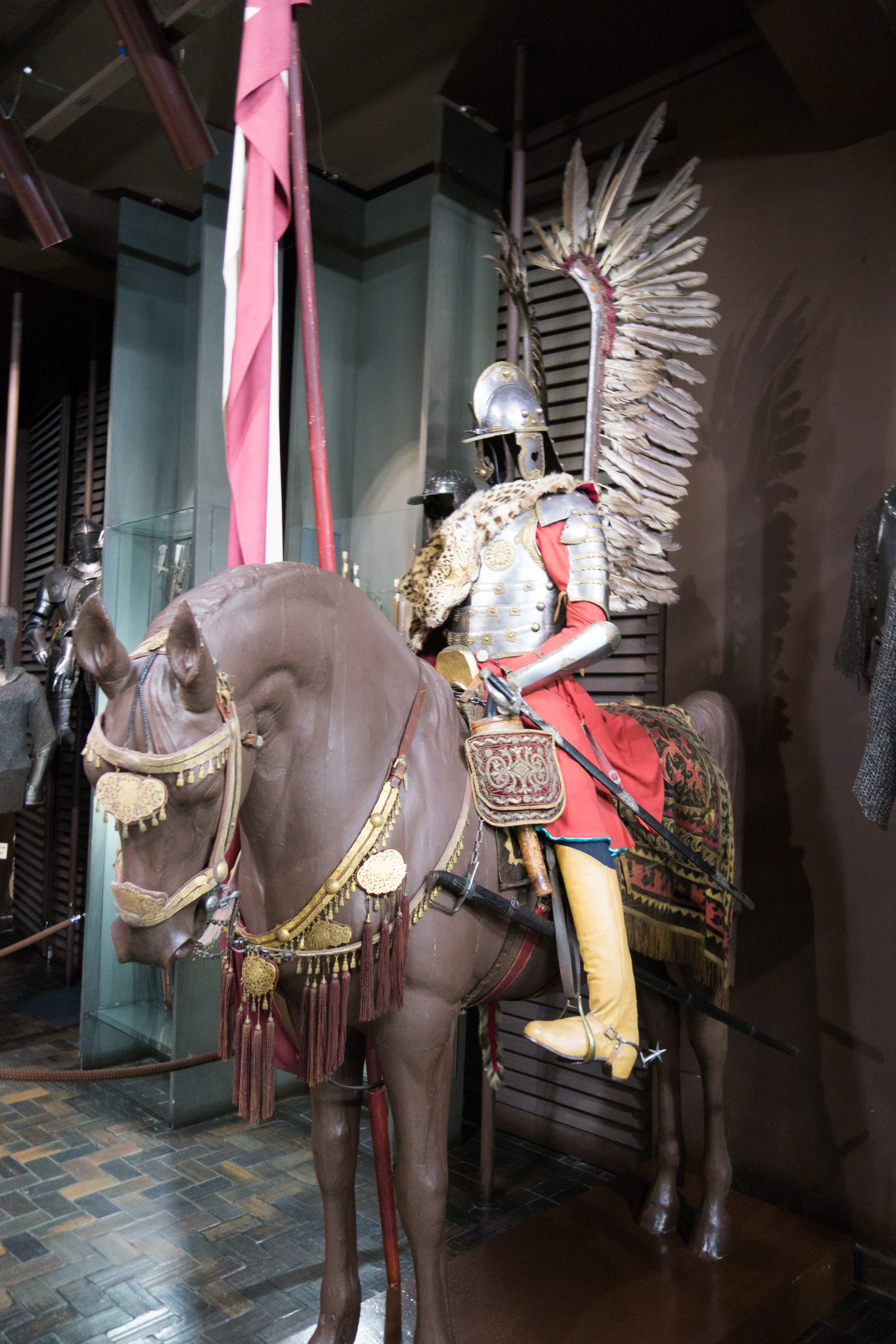
Husarz na koniu z Muzeum Wojska Polskiego (XVII w.).
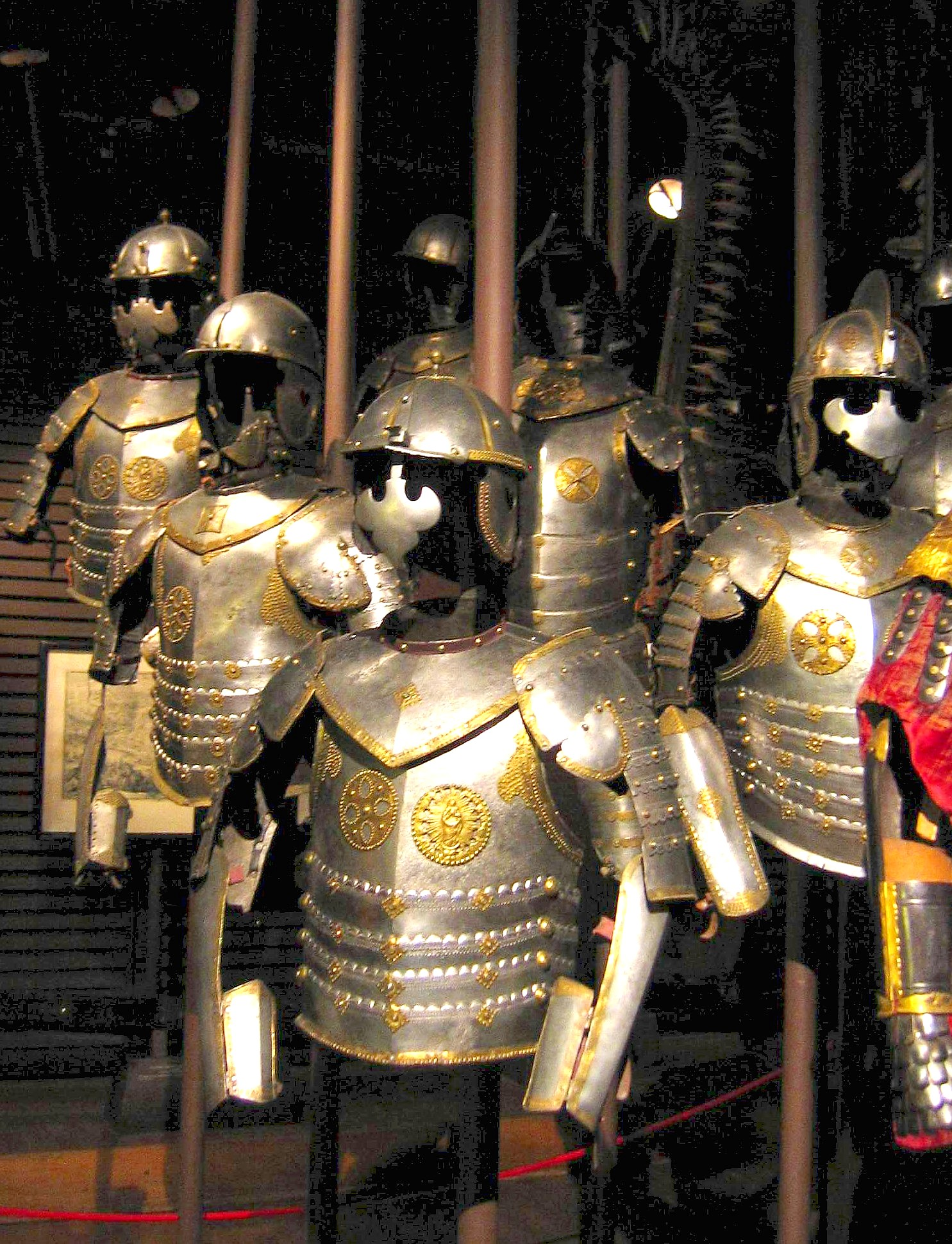
Częściowe zbroje husarskie z Muzeum Wojska Polskiego (XVII w.).
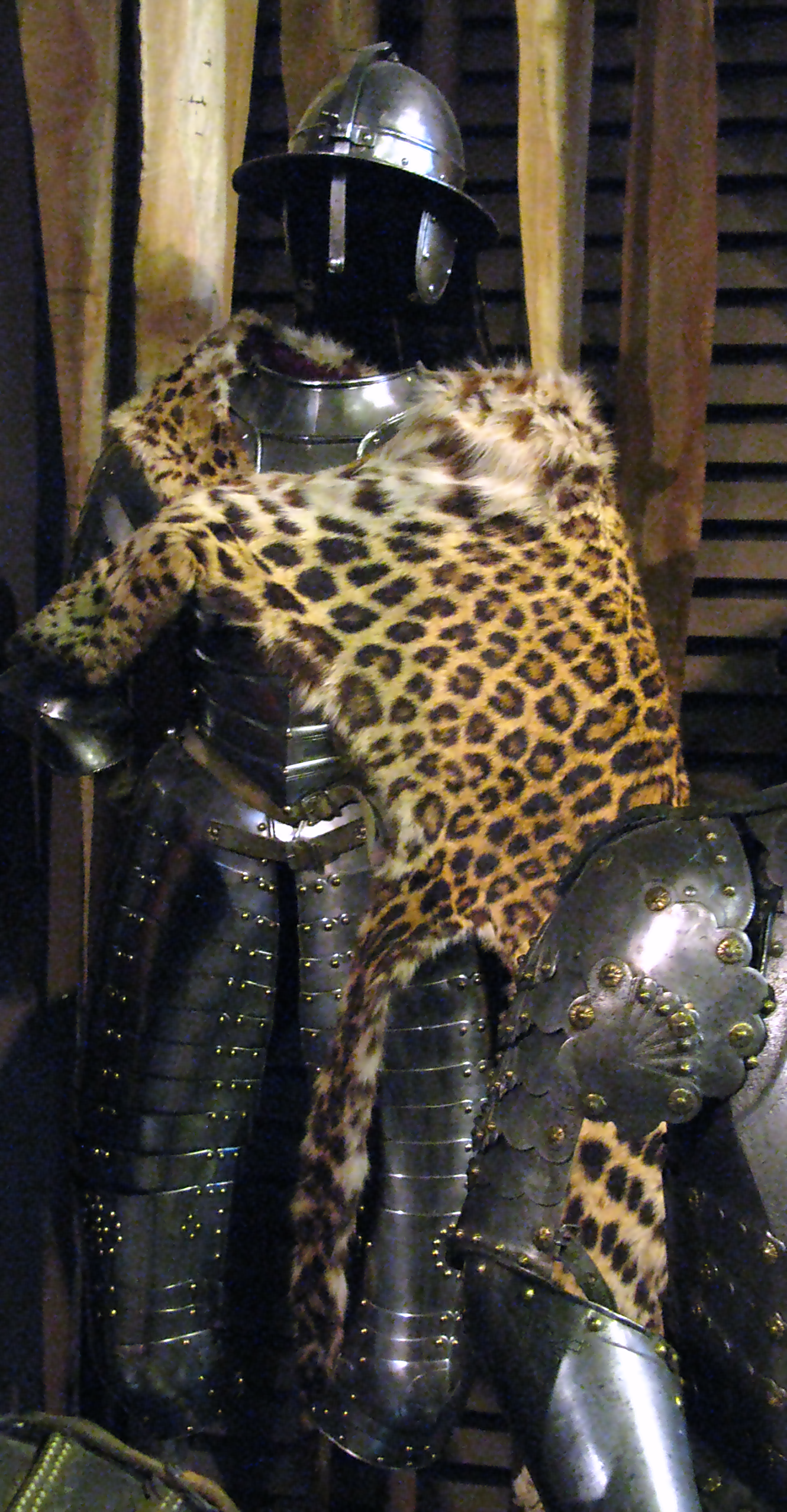
Zbroja husarska ze skórą lamparcią z Muzeum Wojska Polskiego (XVII w.).

### Konie
Husaria nie byłaby zdolna do osiągania swych wielkich zwycięstw bez odpowiednich koni. Nie były to konie ciężkie, bowiem takie rasy zaczęto sprowadzać do Polski dopiero w XVIII wieku. Hodowane były w kraju, a podstawą tych hodowli były rasy polskie wywodzące się od niewielkiego wprawdzie, ale odpornego na niewygody i niskiej jakości paszę tarpana. Wprowadzając odpowiednie domieszki ras wschodnich (bynajmniej nie arabskiej, lecz tureckiej, turkmeńskiej, perskiej itd.), wyhodowano konie, które w połowie XVI w. wykształciły odmianę, z której wywodziły się konie husarii. Były to więc konie wysokie, odporne i szybkie, które mogły po długim przemarszu i niosąc na grzbiecie ważącego ok. 100 kg (wraz z uzbrojeniem) jeźdźca, wejść niemal z marszu do boju i uderzyć w cwale, przełamując siły wroga. Np. w bitwie pod Kłuszynem husaria po całonocnym marszu szarżowała dziesięć razy, a potem jeszcze prowadziła pościg za nieprzyjacielem. Konie musiały być też zwrotne, bo w innym wypadku husarze nie byliby w stanie walczyć z Tatarami.

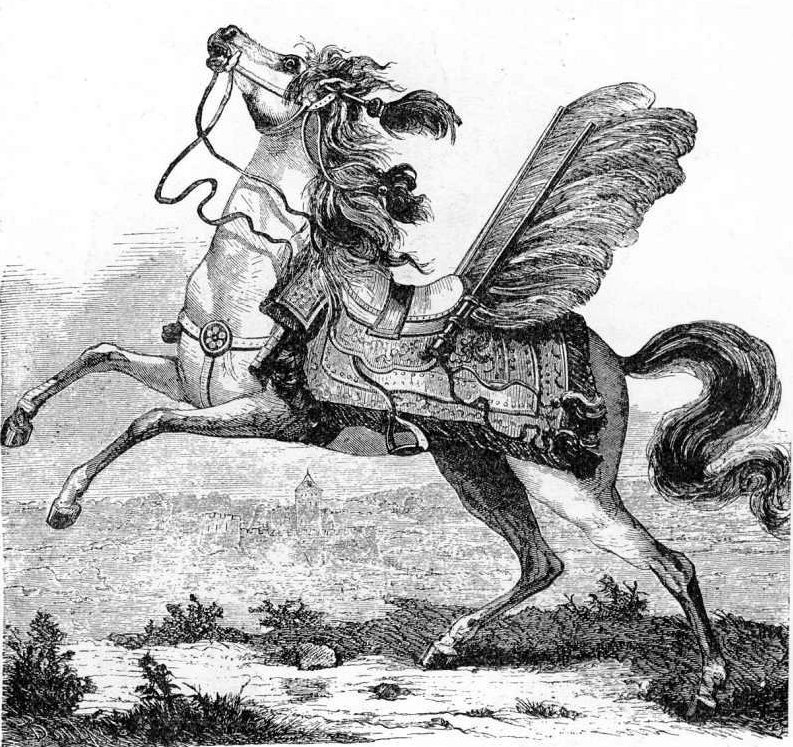
Koń husarski

Nie były to konie tanie, gdyż kosztowały po co najmniej 200 złotych czerwonych, a każdy towarzysz husarski musiał ich mieć kilka. W roku 1685 koszt wystawienia pocztu husarskiego wyceniano na 5100 zł, a był to wtedy majątek porównywalny z zakupem wsi. Oddanie lub sprzedaż takiego konia za granicę było zagrożone karą śmierci. Embargo na wywóz koni z Polski zostało wprowadzone za panowania Zygmunta Starego w 1538 roku i zostało podtrzymane za panowania Zygmunta Augusta w 1550 roku. Liczne wpisy o zakazie widnieją w zbiorach prawa polskiego Volumina Legum. Egzekwowaniem embarga zajmować się mieli starostowie i celnicy. Karą za próby ich przekupienia była konfiskata mienia, a w skrajnych przypadkach śmierć. Urzędnicy, którzy pozwalali na wymyt, karani byli grzywnami i więzieniem:
„Aby konie z korony wywodzone nie były starostowie pilnie strzec mają. A kto by wygnać miał takie ie Starostowie albo celnicy brac mają. A który by śmiał konie przepuścić wiadomie iesli Starosta albo celnik ma przepasc dwiescie grzywien. Jesli by sie pisarz celny warzył, tedy ma siedzieć dwanaście niedziel wieży. A aby iemi przekupywać nie śmieli. A który by się ważył tego tedy przez starosty ma być iman a konie mają mu bydż wzięte a sam obwieszon ma być bez folgi”.
Embargo na polskie konie podtrzymano za panowania Stefana Batorego. Później również za dynastii Wazów w 1620 roku. W tym okresie zrezygnowano z kary śmierci i zastosowano jedynie konfiskatę przewożonych nielegalnie koni:
„Iż siła na tym Rzeczypospolitej należy a zwłaszcza pod takowe niebezpieczne czasy aby koni za granice nie wywodzono: tedy dawne prawa o tym uczynione a mianowicie konstytucye 1550 także 1557 reassumniemy y postanawiamy aby żaden tak koni iako y skór y iuchtów za granice nie wywodził sub confictione towarów y koni. czego starostowie nasi y urzędnicy przestrzegać y exekwować mają”
Zwykle towarzysze husarscy pełnili służbę wojskową, mając kilka koni: dwukonno lub nawet czterokonno. Konie były zmieniane w trakcie prowadzenia działań wojennych. O treningu i hodowli koni w okresie świetności husarii informują trzy teksty źródłowe: Krzysztof Dorohostajski, „Hippica, to jest o koniach księgi, Kraków 1603; Krzysztof, Pieniążek, „Hippika albo sposób poznania, chowania y stanowienia koni”, Kraków 1607 oraz „Gospodarstwo jezdeckie, strzelcze y myśliwskie” autora nieznanego (N.N), Warszawa 1600. Warto również wspomnieć o wcześniejszym traktacie pt. „Spraua a lekarstwa konskie, przez Conrada Krolewskiego kowala doswiadczone: nowo s pilnosczia przełożone, a napirwey o poznaniu dobrego konia”, wydane w Krakowie 1532 roku. Wiadomo również ze istniał traktat nadwornego koniuszego króla Zygmunta Augusta – Marcina Micińskiego pod tytułem „O swierzopach i ograch”. Przetrwało ono jednak w niewielkich fragmentach.

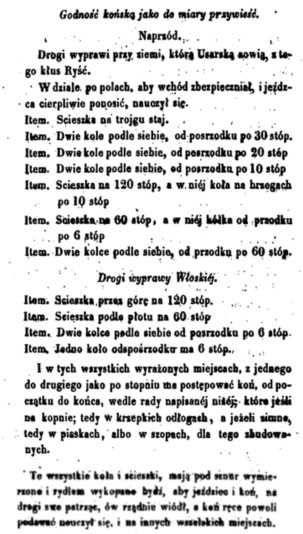
Ćwiczenia „wyprawy po husarsku” i „wyprawy po włosku” z traktatu „Gospodarstwo Jezdeckie Strzelcze y Mysliwcze, z Doswiadczenia NN. Szlachcica Polskiego napisane Roku Pańskiego 1600. A teraz swiezo z dozwoleniem starszych Do Druku podane.”

Należy przy tym zaznaczyć, iż traktat Krzysztofa Dorohostajskiego napisany został pod silnym wpływem zachodniej szkoły jazdy zwanej jazdą maneżową lub haute ecole. W traktacie Krzysztofa Pieniążka oraz w „Gospodarstwie Jezdeckim” trening konia jest podzielony na „wyprawę przy ziemi” zwaną również „wyprawą po husarsku” i „wyprawę po włosku”. We wszystkich traktatach trening bojowy polegał na wyuczeniu u konia zwinności i posłuszeństwa oraz umiejętności jazdy po kołach dużych i małych. Trenowano także jazdę po ścieżce w kształcie ósemki, co miało nauczyć wierzchowca umiejętności wielokrotnego ataku i zawracania. Ważnym ćwiczeniem była jazda po prostych odcinkach. Każde takie ćwiczenie musiało zakończyć się zwrotem lub zatrzymaniem i powrotem w schemacie prosta – zwrot – prosta. Krzysztof Pieniążek podaje również przepis na wyuczenie w koniu nieużywanego obecnie chodu końskiego zwanego inochodem. Podstawowy trening konia, który mógł być użyty w walce, trwał pół roku, jednak najbardziej ceniono wierzchowce trenowane kilka lat, które potrafiły wykonywać „wyprawę po husarsku” oraz elementy „wyprawy włoskiej”, czyli jazdy maneżowej, takie jak chody boczne lub figury z unoszeniem przednich kopyt do góry. Najlepszy wiek konia do jazdy przypadł między 7 a 14 rokiem jego życia.
Na podkreślenie zasługuje fakt, iż w zachodnich traktach kawaleryjskich podstawowy trening konia przeznaczonego do walki był w dużej mierze podobny do polskiej „wyprawy po husarsku” – opierał się na treningu kół, ósemek i galopowania po prostej. Polska jazda dysponowała jednak dużo większym pogłowiem koni szlachetnych oraz podlegała bardzo silnym wpływom jazdy tatarskiej, bałkańskiej i tureckiej.
O ile straty w ludziach w trakcie szarż husarii były stosunkowo niewielkie, o tyle straty w koniach na przestrzeni całych kampanii były bardzo duże. Z pamiętników wojennych XVII wieku wynika, że konie padały ze zmęczenia, chorób pokarmowych i przeziębień w trakcie obozowania pod gołym niebem. Ogromnym problemem były zakażenia od ran zadanych w boju. Pisze o tym Jan Chryzostom Pasek, gdy jego umiłowanego Gniadosza postrzelono w pierś, cięto berdyszem w głowę i dwa razy w kolano. Te liczne straty w koniach, jak podaje Pasek, powodowały bardzo duży problem finansowy dla husarzy:
„Bo ja takie sczeszcie miałem do koni w wojsku że nie pamiętam, żebym którego przydał kupiwszy go drogo, ale każdy albo skaleczał albo zdechł albo go zabito; i to nieszczęście wygnało mię z wojska. Bobym ja był i do tego czasu żołnierzem, ale już i ojca nie stawało kupować koni i mię tez już to obmierzło na które nieraz zapłakać musiałem”.
Skale strat w koniach ukazuje wpis z pamiętnika Mikołaja Jemiołowskiego podczas kampanii 1673 roku, gdzie, jak podaje autor, padło 2000-3000 koni na skutek braku paszy.
Największe spustoszenie wśród koni husarskich powodowały oblężenia obozów, gdzie brak furażu i pastwisk powodowały ich wielką śmiertelność. Pisze o tym Jakub Łoś, towarzysz pancerny, a od 1660 roku husarz.

### Pióra, skrzydła, proporce
Dość osobliwym, ale charakterystycznym dla tej formacji elementem wyposażenia były pióra. Wbrew utartym schematom, wcale nie były to wyłącznie pióra orle, częściej sokole, jastrzębie, czasem krucze, a nawet gęsie, co łatwo wytłumaczyć ceną i dostępnością. Początkowo noszono je na czapkach, szyszakach, drzewcach kopii, tarczach, przy nogach końskich, a także na sławnych skrzydłach.
Do dziś w świadomości Polaków jest zakodowany obraz husarza z dwoma skrzydłami, przymocowanymi do naplecznika zbroi. Otóż o wiele częściej skrzydła lub skrzydło (zwykle bowiem używano jednego) mocowano do tylnego łęku siodła i to już po zajęciu przez husarza miejsca w siodle, w przeciwnym wypadku przeszkadzałoby to w dosiadzie. Bardzo często też używano skrzydeł tylko na popisach i paradach. Istnieje kilka teorii uzasadniających użycie skrzydeł; najlepiej uzasadniona wydaje się ta, która widzi w piórach czy skrzydłach element walki psychologicznej. W rzeczywistości skrzydła mogły straszyć konie nieprzyjaciela, choć nie samym szumem, którego w zgiełku bitewnym nikt by nie usłyszał, lecz swoim wyglądem. Mocowanie skrzydeł służyło również dodatkowej ochronie jeźdźca na koniu przed cięciami szablą od tyłu i przed zarzuceniem arkanu (lassa) na tułów i szyję, umożliwiając jego przecięcie.
Należy tu odnotować, że wiele elementów wyposażenia husarskiego mogło oddziaływać właśnie na psychikę nieprzyjaciela. Łopotem i migotaniem barw mamiły oczy atakowanego przeciwnika proporce przy kopiach husarskich. Przebywający wiele lat w Polsce francuski inżynier Guillaume le Vasseur de Beauplan notował:
Na czubkach kopii powiewają proporce, które są bądź biało-czerwone, bądź niebiesko-zielone lub też czarno-białe. Zawsze jednak pozostają dwubarwne i na 4 do 5 łokci (240–300 cm) długie. Jest to chyba pomyślane dla straszenia koni wrogów. Skoro bowiem [husarze] opuszczą swe kopie pędząc co koń wyskoczy, proporce owe kręcą się wkoło, budząc lęk nieprzyjacielskich koni, których szeregi chcą rozerwać.
Mimo szczegółowości opisu, Beauplan nie wspomniał o używaniu skrzydeł. O ich użyciu przez husarzy wspominają jednak inni XVII-wieczni autorzy, odwiedzający Rzeczpospolitą, jak Sebastian Cefali w 1665 i Francois Paul D’Alerac w 1689, a przede wszystkim Karol Ogier w roku 1635:
...trudno się nie roześmiać na widok długich skrzydeł, przymocowanych do ich pleców, od których, jak oni sądzą, także konie nieprzyjacielskie się płoszą i do ucieczki rzucają.
Fakt noszenia przez husarzy skrzydeł w czasie bitwy pod Wiedniem potwierdzał jeden z jej uczestników, towarzysz husarski, Szymon Franciszek Pułaski. O używaniu skrzydeł przez husarię wspominają również autorzy XVIII wieczni, jak Steinhauser czy Jędrzej Kitowicz pisze: „Mieli skrzydła, składające się z listwy drewnianej, przyśrubowanej do pasa, wysokie nad wierzch głowy, nad tęż głowę zakrzywione, rozmaitymi barwami wraz z piórami malowane, gałąź oliwną lub palmową naśladujące, co czyniło dziwnie piękny widok, lecz takiego lauru nie wszystkie chorągwie używały”. Niektórzy autorzy XVII-wieczni podkreślali praktyczne zastosowanie skrzydeł: „Na barkach ich sterczą wyniosłe skrzydła dla postrachu nieprzyjaciół”.
Z fragmentu listu przypowiedniego Stefana Batorego dla Stefana Bielawskiego na zaciąg roty husarskiej („Zaś pióra i inne ozdoby dla okazałości i postrachu nieprzyjaciela zależnie od upodobania każdego”) wynika, że użycie piór nie było obowiązkowe. Stanowiło ono jednak rozpowszechniony obyczaj wśród jazdy polskiej, co potwierdza zapis w regulaminie dla husarii litewskiej z 1746 roku, mówiący: „Starożytnym obyczajem skrzydła dla pocztowych przy blachach tylnych używać zatrzymuje”. Nie wszyscy husarze nosili ten element wyposażenia obowiązkowo, o czym świadczyć mogą również obrazy z epoki i relacje, nie wspominające o skrzydłach.
W naszej świadomości husarskie skrzydła ugruntowali dopiero malarze XIX-wieczni, jak Józef Brandt czy Wojciech Kossak, oraz współczesne nam wojska lotnicze i pancerne, które w swej symbolice wykorzystały ten element zbroi husarza. Wiele zbroi husarskich, znajdujących się w istniejących dziś zbiorach muzealnych, zostało wyposażonych w skrzydła dopiero w XIX wieku, i stąd powstają trudności w ustaleniu rzeczywistego wykorzystania skrzydeł. W wielu źródłach używanie „skrzydeł” husarskich miało początek podczas walk z Tatarami. Tatarzy ceniący jasyr chwytali jeńców na tzw. arkany. Skrzydła husarskie, mocowane czy to na plecach czy przy siodle, uniemożliwiały skuteczne zarzucenie liny lub też ułatwiały wydostanie się z pętli. Użycie ich w walce z innym przeciwnikiem nie miało większego znaczenia, ale prawdopodobnie z racji „strasznego wyglądu” takiego jeźdźca były stosowane.
Oprócz piór, widoczną ozdobą husarzy były skóry dzikich zwierząt. Towarzysze husarscy nosili zazwyczaj jako okrycie wierzchnie zbroi skóry lamparcie lub tygrysie, a pocztowi – dla odróżnienia – wilcze lub niedźwiedzie.

## Przepych

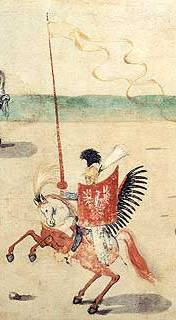
Husarz polski z 1605 roku na koniu pomalowanym w biało-czerwone barwy narodowe z Białym orłem na tarczy – Rolka sztokholmska

Husaria, w szeregach której sługiwali synowie pierwszych rodów Rzeczypospolitej, wyróżniała się bogactwem stroju i uzbrojenia. Wszystko (obok wspomnianych skór) lśniło od złota i drogich kamieni. Opisujący husarię Beauplan nie może powstrzymać się od uszczypliwych uwag w tej materii. Podobnie Wespazjan Kochowski, który tak pisze o husarzach:

„Andzar za pasem, demeszka złocona
Przy boku, wszystka turkusy sadzona;
Emalja wisi mu aże na brzuchu
Na złotym w ziarnka grochowe łańcuchu.
Na głowie szturmak soboli z zaponą,
Ten pod nożykiem wdział na bakier stroną
Lub też zażyje czasem czaplej kity,
A w ręku nadziak trzyma złotolity...”

Towarzysze husarscy tworzyli elitarną formację, rekrutującą się z zamożnej szlachty. Słynne były na przykład na przełomie XVI i XVII wieku określonego kroju delie husarskie, które zostały im tylko przyznane specjalną ustawą sejmową. Wszyscy zamożni, czasami bajecznie wprost bogaci, wyniośli i dumni, demonstrowali zazwyczaj swą wyższość i to w sposób, który szlachcie nie mógł się podobać. W literaturze satyrycznej tych czasów towarzysz husarski występuje jako burda, opój, samochwał. Kryła się za tym niechęć i zawiść wobec najznakomitszej formacji, ale nie tylko. Pod koniec XVII wieku coraz więcej było takich, którzy – zdobywszy zaszczytny tytuł przynależności do najpoważniejszego znaku – wracali na wieś, w obozie zostawiając tylko pocztowych i służbę.
Przepych, którym otaczali się husarze, był z jednej strony potępiany, z drugiej jednak podziwiany. Zwłaszcza cudzoziemcy, którzy z tym rodzajem wojska nie mieli u siebie do czynienia, pozostawali niezmiennie pod wrażeniem widoku husarzy. Podajmy kilka przykładów:
„Usarze to najpiękniejsza jazda w Europie przez wybór ludzi, piękne konie, wspaniałość stroju i dzielność koni [...] Usarze nie wydzielają ludzi do wart i straży przedniej i przeznaczają się jedynie do uderzenia w bitwach. Siedzi ta jazda na najlepszych koniach w kraju, uzdeczki są ozdobione blaszkami i guziczkami srebrnymi lub pozłacanymi. Siodła haftowane z łękiem złoconym, wielkie czapraki na sposób turecki, zwykle w Polsce używany, szeroko haftowany srebrem lub złotem, koncerz bardzo ozdobny [...] na ramionach noszą skórę lamparcią lub tygrysią. [...] Husarze nie cofają się nigdy, puszczając konia w całym pędzie, przebijają wszystko przed sobą.” Francois Paul d’Alerac (Dalayrac), Les anecdotes de Pologne ou memoires secrets du regne de Jean Sobieski (Amsterdam 1699, s. 21)
„Chorągiew husarska bowiem wyjechała nam z obozu naprzeciw; nie widziałem nigdy nic wdzięczniejszego od tego widoku. Szlachta polska, oni wszyscy, na pięknych rumakach, w zbroi świetnej i błyszczącej, z zarzuconymi na plecy skórami panter, lwów i tygrysów [...] Wędzidła końskie są srebrne i pozłacane, a z karku końskiego zwisają srebrne naszyjniki i kółka”.
„Próżna byłaby praca opowiadać okazałość i piękność rycerstwa tego, mówić bowiem o zbrojach jego, o wysokich kopiach z długimi chorągiewkami, o tygrysich skórach, o pysznych koniach, kulbakach, rzędach, strzemionach, cuglach świecących się od złota, haftów i drogich kamieni byłoby to przyćmić ich piękność. Jest to jazda, jakiej nie ma na świecie; żywości jej i przepychu bez widzenia własnymi oczami pojąć niepodobna”. Cosimo Brunetti do Cosima III de’ Medici

## Skład chorągwi
Podstawową jednostką organizacyjną była chorągiew, zwana także rotą, czasami kompanią. Liczyła ona od 100 do 180 jeźdźców, ale na skutek strat w trakcie wojny jej liczebność mogła spaść nawet do 50. Chorągwią dowodził rotmistrz, zastępcą rotmistrza był porucznik, z czasem pojawił się także namiestnik, zastępujący porucznika. Husarze wybierali spośród siebie chorążego – najlepszego żołnierza, który trzymał sztandar chorągwi. Dodatkowo był wyznaczany jeden lub dwóch towarzyszy do pilnowania chorągwi oraz od jednego do sześciu nadzorujących oddział z tyłu i boku, czyli tzw. towarzyszy dojeżdżających lub zajeżdżających. Byli to z reguły pierwsi popisani w rolli towarzysze.
Chorągiew składała się z pocztów – zwykle 3-4 konnych, choć zdarzały się i takie, które liczyły 6 lub nawet 7 ludzi. Dowódcą pocztu był towarzysz – szlachcic, który do służby zgłaszał się z 2-3 pocztowymi (zwanymi także pachołkami lub czeladnikami). Byli oni jego zbrojnymi sługami. Towarzysz zapewniał im konie i rynsztunek, a w zamian za to pobierał cały żołd, którego tylko część przekazywał pocztowym. Każdej chorągwi towarzyszył także tłum ciurów – pospolitych sług zajmujących się końmi, rozbijających obóz, naprawiających ekwipunek itd.

## Taktyka
„Póki kopii a husarza staje, będzie Polak pan w polu. Skoro kopia zginie, zginie i polska cnota”. –

Andrzej Maksymilian Fredro – wojewoda podolski (1620-1679)

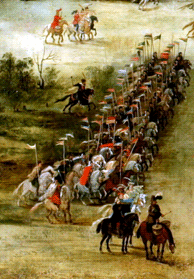
Chorągiew husarska z 1605 roku w czasie Bitwy pod Kircholmem obraz Petera Snayersa z roku 1630

Sukcesy husarii były efektem taktyki wypracowanej i przyjętej dla tej formacji, a stosowanej tylko w Polsce (chociaż husarii używano w Siedmiogrodzie i w Rosji). Siłę husarii stanowiły elementy walki, naturalne dla jazdy wschodniej (impet i ruchliwość), połączone z elementami właściwymi jeździe zachodniej (zwartość formacji), a także pewne elementy przynależne tylko tej formacji (najdłuższe kopie, umiejętność rozluźniania i zacieśniania szyków w trakcie szarży). Dzięki impetowi husaria mogła rozbijać formacje zachodniej piechoty i jazdy, które nastawione na walkę na broń palną (jeszcze niedoskonałych rusznic i arkebuzów) nie mogły powstrzymać jej szarż. Dzięki swej ruchliwości i koniom (husaria była bardzo szybka) mogła więc śmiało walczyć i zwyciężać zarówno z ciężką jazdą i piechotą Zachodu, jak i z lekką jazdą wschodnią – turecką, a nawet z Tatarami.
Minimalne straty podczas szarż brały się ze specjalnego, właściwego tylko dla polskiej husarii sposobu prowadzenia ataku: aż do momentu oddania salwy przez wroga szarża była prowadzona w dość luźnym szyku (około 3 m odstępu między końmi w każdym szeregu), który zacieśniano dopiero tuż przed wrogiem (100–60 m), nieraz nawet do zbliżenia się „kolano w kolano”. Szansa na trafienie któregokolwiek z husarzy w trakcie szarży była nikła, gdyż wbrew potocznemu mniemaniu żołnierze przeciwnika nie starali się celować precyzyjnie do atakujących, lecz jedynie kierowali swą broń w stronę szarżującej jednostki. Strzelający liczyli, że przy palbie salwą całego szeregu (lub kilku szeregów), kule i tak w kogoś trafią. Choć niejednokrotnie zalecano, aby żołnierze celowali dokładnie do ludzi i koni, nie przynosiło to efektu. Widząc szarżującą masę konnicy piechur ulegał bardzo silnym emocjom i stresowi. W takiej sytuacji o wiele łatwiej było strzelać w ogólnym kierunku do szarżującej jednostki, niż brać poszczególnych konnych na cel. Stąd też niskie straty własne husarzy. A jeśli nawet pod kimś ubito konia, można go było w luźnym szyku wyminąć, zaś czuwający z boku luzacy podprowadzali następnego, dzięki czemu husarz mógł brać udział w szarży w dalszych szeregach.

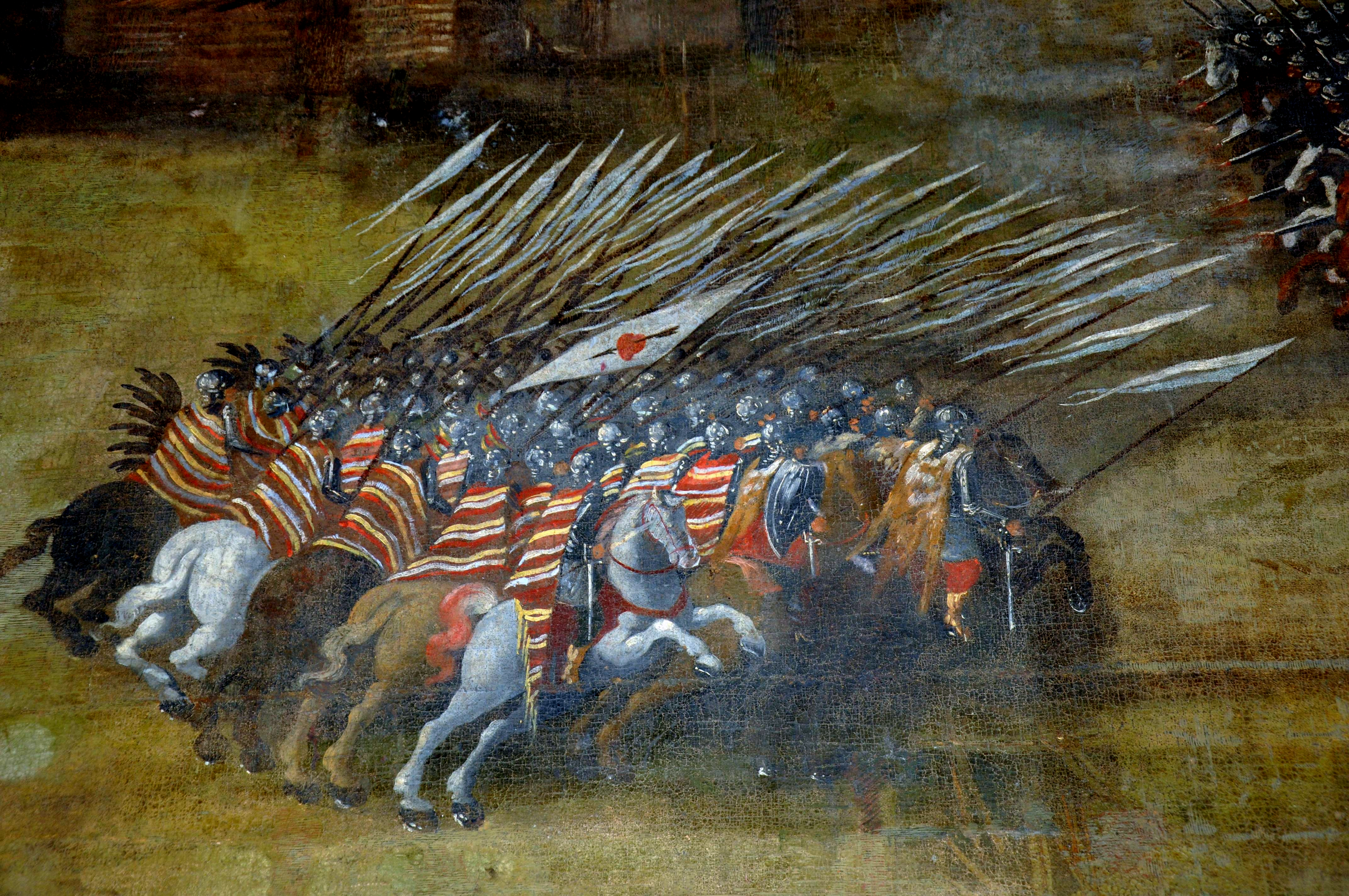
Atak husarii w Bitwie pod Kłuszynem 1610 – obraz Szymona Boguszowicza z 1620

Ostateczne uderzenie na nieprzyjaciela następowało już w szyku maksymalnie zwartym – stąd owa skuteczność przełamywania. Co więcej, niektóre chorągwie były na tyle sprawne, że potrafiły w pełnym biegu rozluźnić szereg już zwarty, a następnie ponownie go zewrzeć. Pozwalało to na uchronienie się przed ewentualnymi salwami kolejnych szeregów piechoty – jeżeli takie zdołały dokonać manewru (czas pomiędzy odejściem szeregu pierwszego, zajęcie miejsca przez drugi, wbicie w ziemię forkietów i oddanie salwy, wynosił – przy bardzo sprawnych muszkieterach – kilkanaście sekund). Husaria w galopie (a później w cwale) przebywała w tym samym czasie 100–150 m. Jeśli pierwszy szereg muszkieterów wypalił z 80 m (choć efekt takiej salwy był bardziej psychologiczny, niż fizyczny), drugi szereg z 50 m, to trzeci szereg kontrmarszującej piechoty mógł jeszcze wystrzelić z ok. 20 m. Ta ostatnia salwa, z minimalnej odległości, była najgroźniejsza, lecz gdy i ona nie zatrzymała atakujących, muszkieterzy byli miażdżeni przez walec ludzi i koni. Nie mieli szansy na schowanie się za pikinierów. Ważnym atutem były długie kopie, dzięki którym jeźdźcy mogli dosięgać broniących się piechurów. Po złamaniu kopii w boju – zazwyczaj na pół, w ręku pozostawało około dwumetrowe drzewce mające pewną wartość bojową.
Dowódca piechoty musiał ocenić, czy bardziej mu się opłaca strzelanie z dużej odległości, ale z małym efektem, czy też z minimalnej odległości, licząc na to, że salwa powstrzyma szarżę, lecz narażając żołnierzy na rozbicie, gdy to się nie udało.
Optymalnym wyjściem dla piechurów było w takich przypadkach wykorzystanie naturalnych czy sztucznych przeszkód terenowych (rowy, kozły hiszpańskie, świńskie pióra itp.), które powstrzymywały jazdę, pozwalając piechocie na prowadzenie ognia z minimalnej odległości bez ryzyka, że zostanie ona zniszczona przez jazdę. Tak było np. pod Kłuszynem w 1610 r., gdzie chronioną przez płot piechotę atakowała husaria. Pewne szanse na zatrzymanie szarży husarskiej dawała także metoda ustawienia muszkieterów przeciwko jeździe stosowana przez Szwedów od czasów Gustawa Adolfa. Polegała ona na tym, że cały skwadron muszkieterów ustawiano w trzy rzędy, przy czym żołnierze pierwszego szeregu klękali, drugiego – stawali głęboko pochyleni, zaś żołnierze trzeciego przybierali normalną pozycję strzelecką. Tak ustawiony skwadron mógł oddać salwę z trzech szeregów jednocześnie lub też oddać trzy szybkie salwy bez konieczności wykonywania kontrmarszu. Również w wypadku, kiedy tak ustawiona piechota strzelała nie jedną salwą, ale szeregami, manewr husarii z rozluźnieniem już zwartego szeregu i szybkim jego zwarciem mógł uchronić jazdę przed stratami.
Dodać wypada, że koń w cwale podlega tym samym emocjom, co siedzący na nim jeździec. Z tego też powodu po salwie piechoty padały tylko te konie, które dostały postrzał śmiertelny lub gruchocący kości. Inne, nawet kilkakrotnie ranne, gnały dalej, co sprawiało wrażenie w szeregach muszkieterów, że strzały są nie celne lub też że koniom husarskim nie szkodzą.

### Ustawienie chorągwi husarskiej z czasów króla Sobieskiego
|  | W czasach Sobieskiego chorągiew husarska ustawiała się do walki w trzy szeregi. W pierwszym stawali towarzysze, w pozostałych pocztowi. - Skrzydłowi – z prawej i lewej strony chorągwi ustawiano dwóch towarzyszy, którzy utrzymywali szyk oddziału. W razie potrzeby zjeżdżali do środka, ścieśniając szyk w ostatnich metrach szarży, albo rozjeżdżali się, rozluźniając linię jeźdźców, co chroniło przed większymi stratami w czasie ostrzału formacji. Wszyscy towarzysze z pierwszego szeregu równali końmi do skrzydłowych. - Chorąży – miał w opiece sztandar chorągwi. W razie utraty tejże, rotmistrz lub hetman mógłby skazać go na śmierć. Pod sztandarem zbierali się towarzysze i pocztowi, gdy szyki uległy rozproszeniu. Manewry chorążego powtarzali inni żołnierze z oddziału. - Rotmistrz – stawał zwykle z boku chorągwi, aby prowadzić ją do ataku. Po rozpoczęciu szarży przesuwał się na tył: nie brał udziału w walce, ale obserwował ją z ubocza. Towarzyszyli mu jego właśni pocztowi, a także trębacze. - Porucznik – stawał z własnym pocztem po drugiej stronie chorągwi, aby czuwać nad wykonywaniem rozkazów rotmistrza. Jeśli sam dowodził rotą, jego miejsce zastępował namiestnik. - Zajeżdżający – dwóch towarzyszy pilnujących porządku z tyłu chorągwi. W razie próby ucieczki któregoś z pocztowych, lub nawet towarzyszy, mieli prawo go zabić, aby zapobiec panice. |

## Husaria w Rosji
W latach pięćdziesiątych XVII wieku formacje husarskie wzorowane na polskich utworzone zostały w Rosji. Brak danych o osiągniętych przez nie sukcesach. Zachowała się natomiast informacja, że w czasie wymarszu z Moskwy na Litwę 10 maja 1654 roku husarze moskiewscy przechodząc przez bramę miasta zbyt późno opuścili kopie i połamali je, co świadczy o ich fatalnym wyszkoleniu. Formacje husarii utrzymywano w Rosji dość długo, np. w roku 1679 istniał pułk husarski liczący 465 ludzi.

## Nawiązania do tradycji husarii

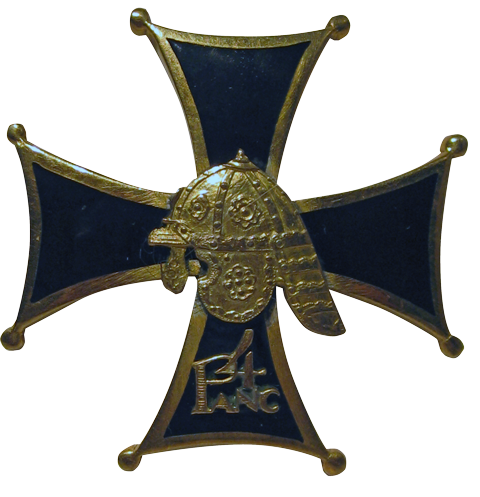
Odznaka przedwojennego 4 Batalionu Pancernego z Brześcia n. Bugiem z husarskim szyszakiem.

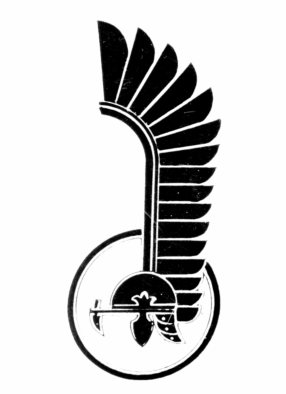
Symbolika uzbrojenia husarskiego była i jest często wykorzystywana w wojsku polskim. Odznaka 1 Dywizji Pancernej generała Maczka

- W 2000 roku w USA gitarzysta amerykańskiego zespołu W.A.S.P. Rik Fox założył grupę rekonstrukcyjną polskiej husarii, czym wzbudził sensację i uznanie wśród Polonii w USA, jak również zaciekawienie publiczności amerykańskiej[63].
- Do symboliki husarskiej nawiązywało wiele oddziałów oraz jednostek Wojska Polskiego najczęściej wywodzących się z wojsk pancernych oraz lotnictwa:
  - Znak 1 Dywizji Pancernej generała Maczka zawiera skrzydła oraz kapalin husarski.
  - Znak 4 Batalionu Pancernego z Brześcia n. Bugiem zawiera husarski kapalin.
- W Polsce istnieje obecnie kilka historycznych grup rekonstrukcyjnych, odtwarzających tradycje husarskie. Do najbardziej znanych należy chorągiew husarska działająca przy zamku w Gniewie[64][65] oraz Poczet Krakowskiej Chorągwi Husarskiej w Krakowie[66].

## Upamiętnienie husarii

Współczesny orzeł Sił Powietrznych.

Husarz oraz husaria stały się bardzo częstym motywem wykorzystywanym w sztuce. Tematyce tej swoje prace poświęciło wielu polskich i zagranicznych artystów:
- 30 maja 1936 minister spraw wojskowych, generał dywizji Tadeusz Kasprzycki wprowadził dla żołnierzy lotnictwa nowy element – „orzełek na czapce (...) wzoru dotychczasowego w obramowaniu skrzydeł husarskich”. Na czapkach oficerskich orzełek był haftowany nićmi metalowymi, oksydowanymi na stare srebro, na usztywnionej podkładce sukiennej. Na czapkach dla szeregowców orzełek był wykonany z białego metalu i oksydowany na stare srebro[c][67]. Nowe godło symbolizowało zwycięstwa polskiej husarii spod Kircholmu i Wiednia[68].
- Skrzydła husarskie są jednym z elementów pomnika Wołyńskiej Brygady Kawalerii, upamiętniającego bitwę pod Mokrą, która odbyła się podczas kampanii wrześniowej w 1939 roku.
- W 2004 husarię upamiętniono pomnikiem Edmunda Majkowskiego ustawionym na terenie Cytadeli w Warszawie.
- Husarz stał się w 1988 roku tematem Pomnika Mściciela w Doylestown autorstwa Andrzeja Pityńskiego na polskim cmentarzu w Narodowym Sanktuarium Matki Bożej Częstochowskiej w Doylestown w USA, zwanym „Amerykańską Częstochową”. Stanowi on także część Narodowego Pomnika Katyńskiego w Baltimore, odsłoniętego w 2000 roku. Oba monumenty zostały zadedykowane przez Andrzeja Pityńskiego ofiarom zbrodni katyńskiej.
- Nazwę Arrinera Hussarya nadano prototypowi polskiego samochodu sportowego firmy Arrinera[69].
- Nazwę Hussar nawiązującą do husarii nadali swojemu ekologicznemu pojazdowi studenci Politechniki Warszawskiej. Pojazd jest konstrukcją, której zadaniem jest przejechanie najdłuższego dystansu na najmniejszej ilości paliwa. W pierwszych testach udało mu się przejechać 320 km na 1 litrze paliwa[70].
- W 2016 roku szwedzki zespół Sabaton nagrał piosenkę o polskiej husarii pt. „Winged Hussars”.

## W kulturze

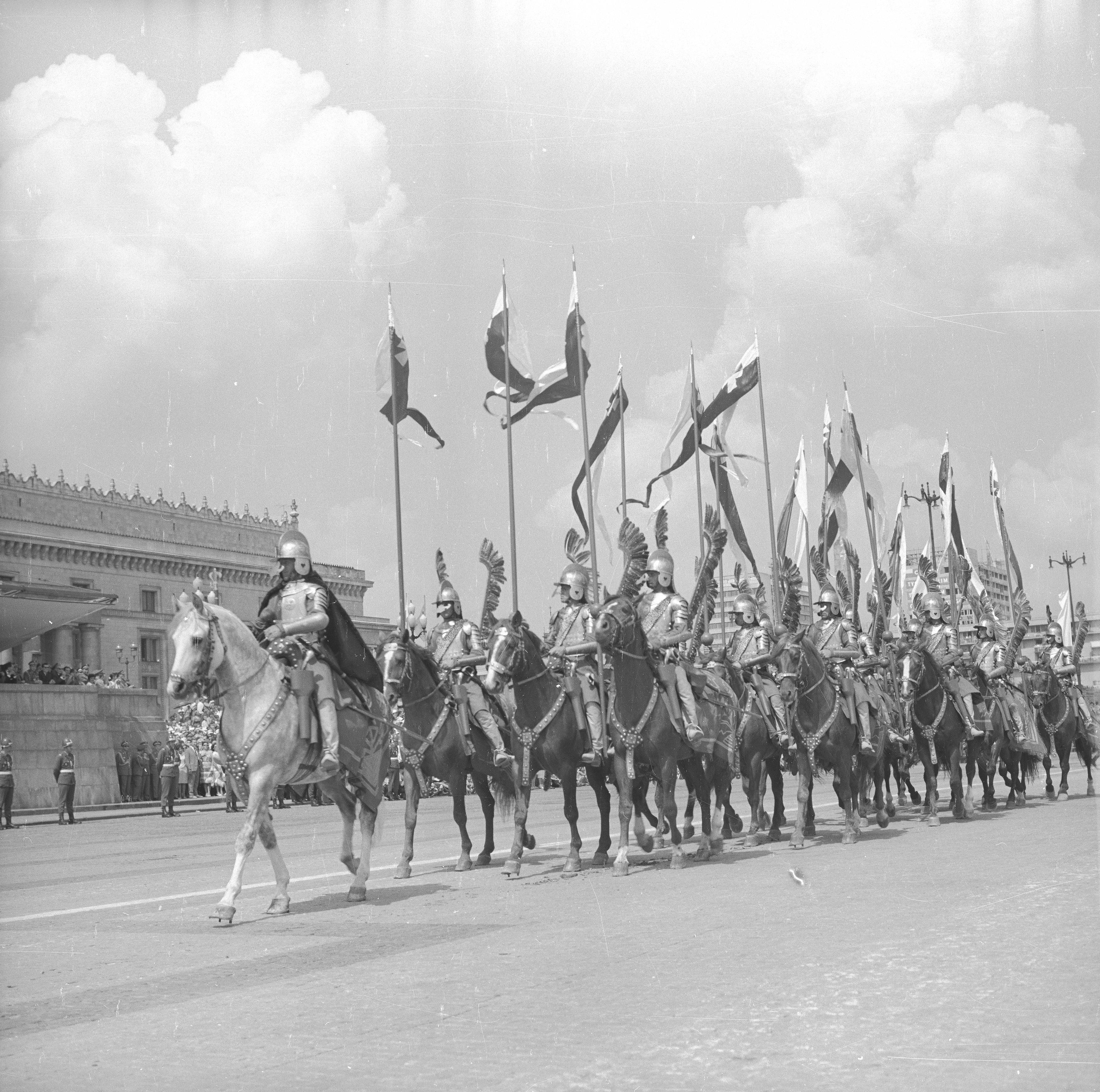
Jeźdźcy w strojach husarii podczas defilady w czasie święta Tysiąclecia Państwa Polskiego.

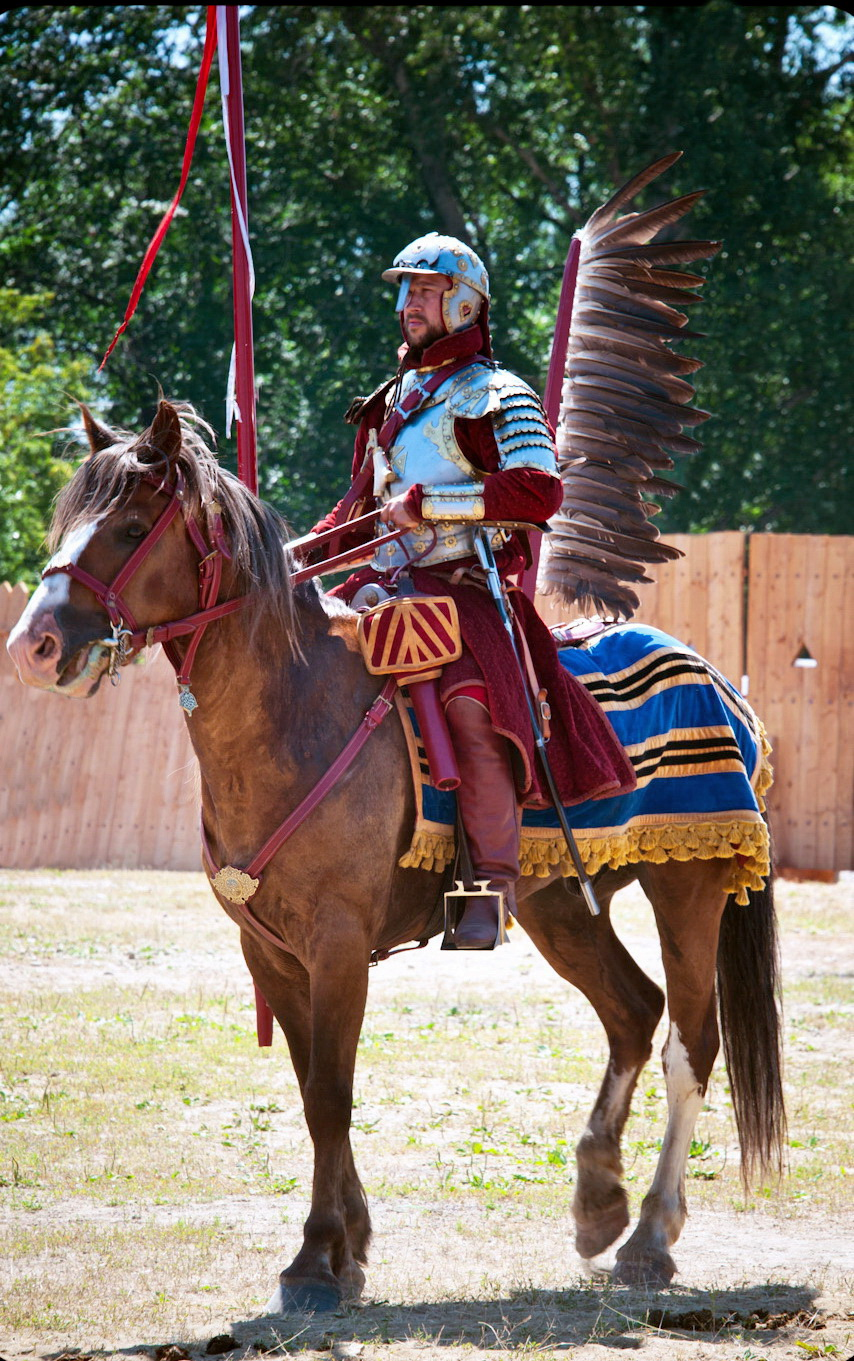
Rekonstruktor historyczny odtwarzający husarza w 2013 roku.

### Kinematografia polska

#### Filmy
- Przeor Kordecki – obrońca Częstochowy (1934),
- Pan Wołodyjowski (1969),
- Potop (1974),
- Ojciec królowej (1979),
- Ogniem i mieczem (1999)

#### Seriale
- Przygody pana Michała (1969),
- Kanclerz (1989),
- Ogniem i mieczem (2000)

### Kinematografia rosyjska

#### Filmy
- Bohdan Chmielnicki (1941),
- Rok 1612 (2008),
- Taras Bulba (2009)

#### Filmy animowany
- Twierdza. Tarczą i mieczem (2015)

### Kinematografia włoska
- Ogniem i mieczem (1962)[d]
- Bitwa pod Wiedniem (2012)